# Cimetière du Père-Lachaise
Pour les articles homonymes, voir Père Lachaise.
Le cimetière du Père-Lachaise est le plus grand cimetière parisien intra muros et l'un des plus célèbres dans le monde. Situé dans le 20e arrondissement, accueillant 70 000 sépultures, de nombreuses personnes célèbres y sont enterrées. Il accueille chaque année plus de trois millions et demi de visiteurs, ce qui en fait le cimetière le plus visité au monde,.
S'il est devenu un lieu touristique majeur de Paris, le Père-Lachaise reste un cimetière en activité dans lequel de très nombreuses opérations funéraires et cérémonies commémoratives se déroulent chaque année.

## Situation et accès
Cinq entrées permettent d'accéder à l'intérieur du cimetière :
1. L'entrée dite « principale », située 28 ter boulevard de Ménilmontant dans le 20e arrondissement, face au débouché de la rue de la Roquette ; elle est desservie par la ligne 2 à la station Philippe Auguste.
2. L'entrée piétonne « Porte du Repos », située au 16, rue du Repos, est desservie par la ligne 2 à la station Philippe Auguste. C'est l'entrée la plus proche de la Conservation (bâtiment abritant les services administratifs du cimetière). Cette adresse constitue l'adresse postale officielle du cimetière.
3. L'entrée piétonne « Porte de la Réunion », située 131 rue de la Réunion, est desservie par la ligne 2 à la station Alexandre Dumas.
4. L'entrée « Porte Gambetta », située 55-57 rue des Rondeaux, face à l'Avenue du Père Lachaise, est desservie par les lignes 3 et 3 bis à la station Gambetta. C'est l'entrée la plus proche du crématorium-columbarium.
5. L'entrée piétonne « Porte des Amandiers », située 28 quater boulevard de Ménilmontant, face à la station Père Lachaise est desservie par les lignes 2 et 3 à la station Père Lachaise.

L'entrée principale se présente sous la forme d'un portail hémicyclique monumental, à deux pylônes, de style néoclassique, conçu par l'architecte Étienne-Hippolyte Godde, et inauguré en 1825. Il est orné de sabliers ailés en médaillons, de flambeaux et de guirlandes de fleurs, et fermé par une lourde porte à deux battants. Deux sentences bibliques latines y sont inscrites :
- sur le pylône de gauche : « Spes illorum immortalitate plena est » (« Leur espérance est pleine d'immortalité » - Sagesse, III, IV) ;
- sur le pylône de droite : « Qui credit in me etiam si mortuus fuerit vivet » (« Celui qui croit en moi, même s'il est mort, vivra » - Jean, XI).

Étienne-Hippolyte Godde a en fait repris de très près le dessin du portail de l'ancien cimetière dit « des aveugles » à Saint-Sulpice, qui était dû à l'architecte Oudot de Maclaurin (1772).

## Origine du nom
Le cimetière porte le nom de François d'Aix de La Chaise dit le Père Lachaise qui était le prêtre confesseur de Louis XIV.

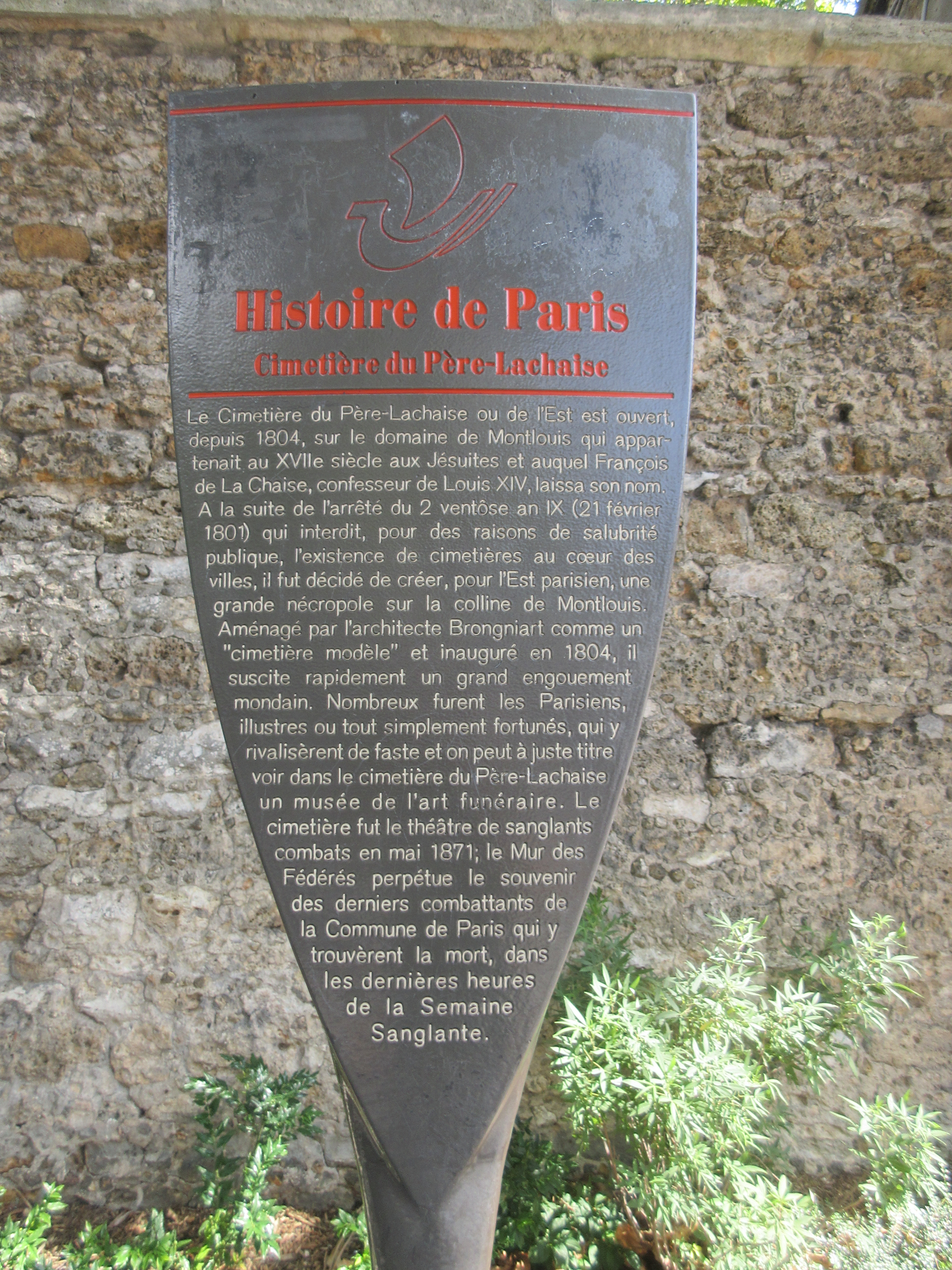
Panneau « Histoire de Paris » : cimetière du Père-Lachaise.

## Historique

### Père La Chaise
Une des collines de Paris, appelée Champ-l'Évêque car elle appartenait au Moyen Âge à l'évêque de Paris, prit au XIIe siècle le nom de Mont-aux-Vignes, pour les cultures que l'on y réalisait alors. En 1430, un riche commerçant du nom de Régnault de Wandonne acheta le domaine afin d'y faire construire une maison cossue : une folie. C'est l'origine du nom de l'actuelle rue de la Folie-Regnault dans le 11e arrondissement.

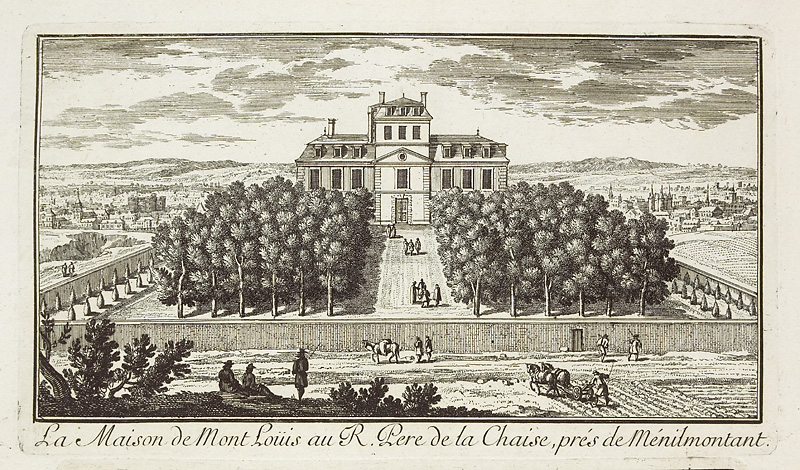
La Maison du père Lachaise, Mont-Louis.

Deux siècles plus tard, les Jésuites acquirent le terrain pour en faire un lieu de repos et de convalescence. La maison accueille quelques heures le jeune roi Louis XIV venu assister sur ces hauteurs à des combats lors de la Fronde. Cet événement donnera au lieu le nom de Mont-Louis. Mais le plus illustre occupant fut François d'Aix de La Chaise (1624-1709), dit le Père La Chaise, confesseur du roi de France Louis XIV, qui exerça une influence modératrice sur celui-ci dans la lutte contre le jansénisme. Il y demeurera de 1675 jusqu'à sa mort en 1709. Il y fit bâtir un petit château.
Le Mont-Louis était séparé du village de Ménilmontant par le chemin des Partants (actuelles rue des Partants et rue Villiers-de-L'Isle-Adam).
Le comte de La Chaise, frère du père jésuite, donna de nombreuses fêtes sur le domaine, ce qui contribua à son agrandissement et son embellissement. Mais en 1762, la Compagnie de Jésus fut contrainte de céder le terrain en raison d'une dette du père de Jacy. Au fil des années, les jardins furent laissés à l'abandon et les propriétaires se succédèrent, pour revenir, le 9 ventôse an XI au préfet de la Seine, Nicolas Frochot, contre la somme de 180 000 francs.

### Construction et agrandissements

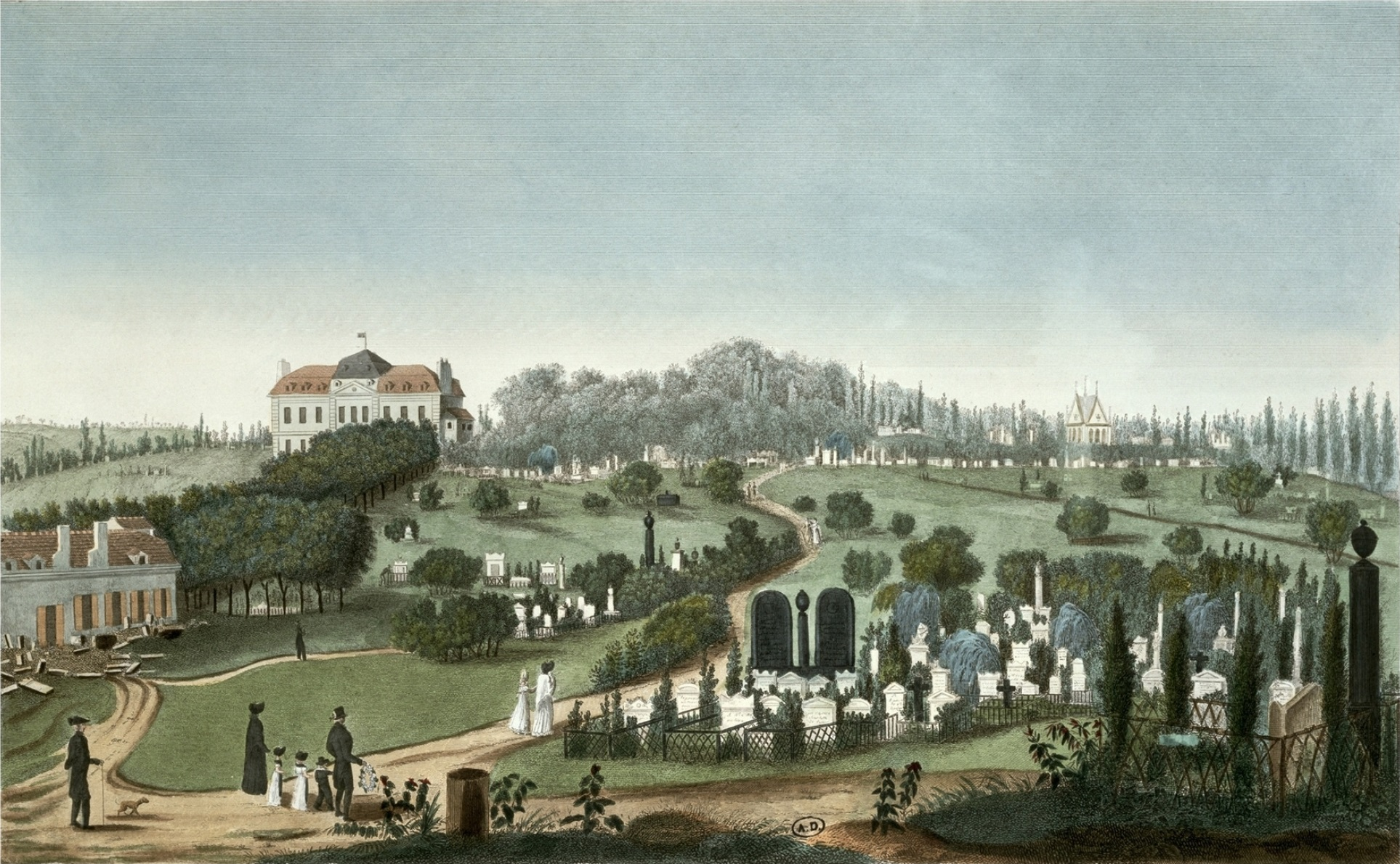
Le cimetière en 1815 est un parc à l'anglaise dont le tombeau d'Héloïse et Abélard, ici en haut à droite, est un but de promenade.

À la suite de la fermeture du cimetière des Innocents le 1er décembre 1780, en application de la loi qui interdisait les cimetières en ville, Paris commença à manquer de lieux de sépultures.
Napoléon Bonaparte, consul, décréta que « chaque citoyen a le droit d'être enterré quelle que soit sa race ou sa religion », réglant le cas des mécréants, des excommuniés, des juifs, des protestants, des comédiens, des prostituées et des pauvres.
Le 12 juin 1804, un décret impérial sur les sépultures fixa définitivement les règles devant être appliquées pour l'emplacement et l'organisation des cimetières.
Au début du XIXe siècle furent ainsi créés plusieurs nouveaux cimetières hors des limites de la capitale : le cimetière de Montmartre au nord, le cimetière de l'Est sur le territoire de la commune de Charonne, le cimetière du Montparnasse au Petit-Montrouge, territoire du la commune de Montrouge au sud et, à l'ouest de la ville, le cimetière de Passy.
Le préfet de Paris décréta l'affectation des 17 hectares de Mont-Louis à la création du « cimetière de l'Est ». La conception du cimetière fut confiée à l'architecte néo-classique Alexandre-Théodore Brongniart en 1803. En tant qu'inspecteur général en chef de la deuxième section des travaux publics du département de la Seine et de la Ville de Paris, Brongniart dessinera les grands axes sous la forme, pour la première fois, d'un immense jardin à l'anglaise, aux allées accidentées, pourvues d'arbres et de plantes aux essences diverses et bordées de sépultures sculptées. Il projettera des monuments funéraires dont finalement un seul sera réalisé : celui de la sépulture de la famille Greffulhe, au style néo-gothique épuré, qui lança une mode à une époque où le style néo-classique est encore dominant. L’architecte avait prévu de créer des arcades, tout le long du mur de clôture, selon le modèle des campi santi italiens.
Trois types d'inhumation sont prévus : dans des fosses communes à gauche de l'entrée, dans des concessions à temps limité autour et enfin dans des monuments plus prestigieux au sein des zones boisées.
Le cimetière fut ouvert le 21 mai 1804 (1er prairial an XII), et la première inhumation, celle d'une petite fille de cinq ans, Adélaïde Paillard de Villeneuve, fille d'un porte-sonnette du faubourg Saint-Antoine, eut lieu dès le 1er prairial. Elle fut suivie de celle de Reine Févez, morte 615 rue de Jarente le 18 juin 1804 (29 prairial an XII), épouse de Valentin Robert, négociant de Bar-le-Duc, et belle-mère de Gilbert, baron Dufour, ordonnateur en chef de la Garde impériale. Il était à l'origine destiné aux Parisiens de l'un des quatre arrondissements de la rive droite (les 5e, 6e, 7e et 8e de l'époque), en fosse commune ou en concession perpétuelle. Mais le cimetière n'eut pas la faveur des Parisiens, qui rechignaient à se faire enterrer sur des hauteurs, de plus situé hors de Paris, et dans un quartier réputé populaire et pauvre.
En 1804, le Père-Lachaise n'accueillait que 13 tombes. L'année suivante, il n'y en avait que 44, puis 49 en 1806, 62 en 1807 et 833 en 1812. En 1815, on n'en comptait encore pas plus de 2 000. En 1817, pour redorer l'image du cimetière, le préfet de Paris organise depuis le musée des Monuments français, fermé en 1816, le transfert des dépouilles d'Héloïse et d'Abélard dans un mausolée, ainsi que de Molière et de La Fontaine,,.

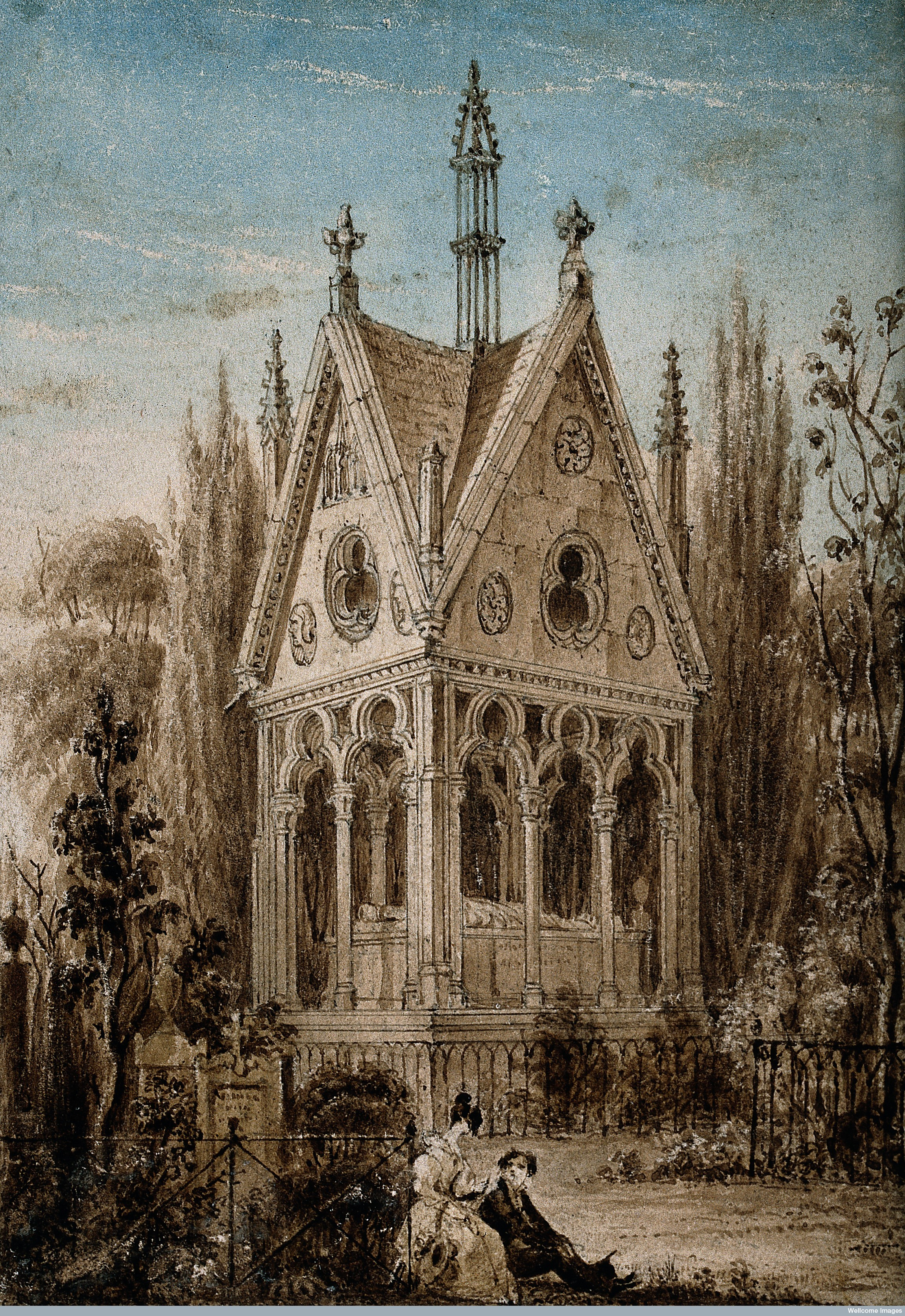
Le tombeau d'Abélard et Héloïse en 1831.
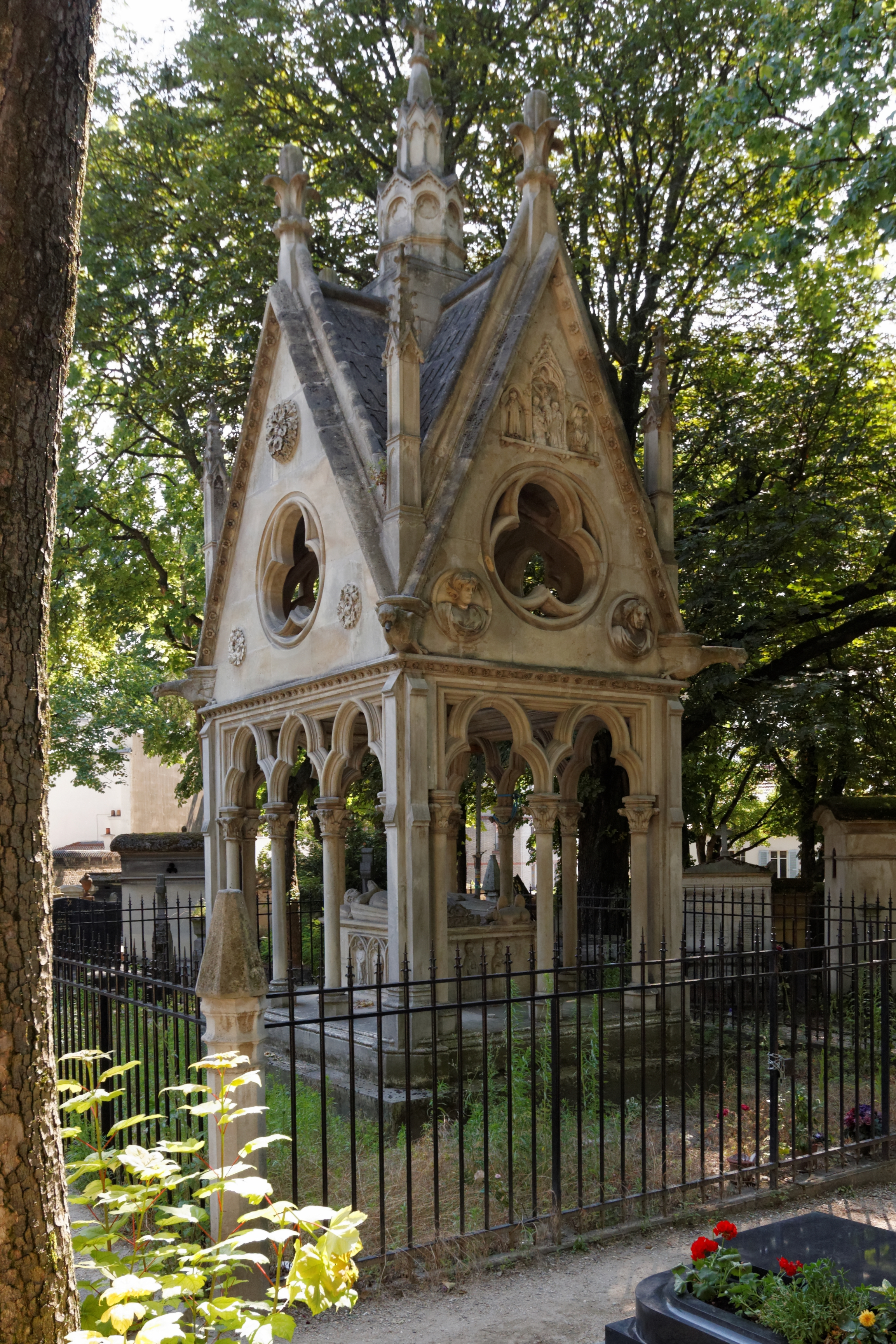
Même vue en 2013.

Il n'en fallait pas plus : en 1830, on décomptait 33 000 tombes. Le Père-Lachaise connut à cette époque cinq agrandissements : en 1824, 1829, 1832, 1842 et 1850. Ceux-ci lui ont permis de passer de 17 hectares et 58 ares (175 800 m2) à 43 hectares et 93 ares (439 300 m2) pour 75 393 tombes,, 4 000 arbres, une centaine de chats, de nombreux oiseaux et 3,5 millions de visiteurs.
Lors de l’agrandissement de 1850, il est envisagé d’exploiter les carrières de gypse souterraines, qui s’étendent jusqu’aux fortifications, et d’y aménager ensuite des catacombes. L’annexion de 1859 met un terme au projet car il interdit d’ouvrir ou d’exploiter des carrières dans Paris. 
L'historien Guillaume Cuchet note : « Du modèle du « jardin » initial, avec ses fosses communes et ses tombes clairsemées, on est passé progressivement, avec la densification lapidaire de l'espace, à celui de la « ville des morts », avec ses rues en damier et ses chapelles standardisées, surtout sur le plateau de Charonne après l'extension de 1850 ». Par ailleurs, avant la création des grands parcs d'agrément sous le Second Empire, le cimetière du Père-Lachaise est le plus grand jardin public de la capitale.

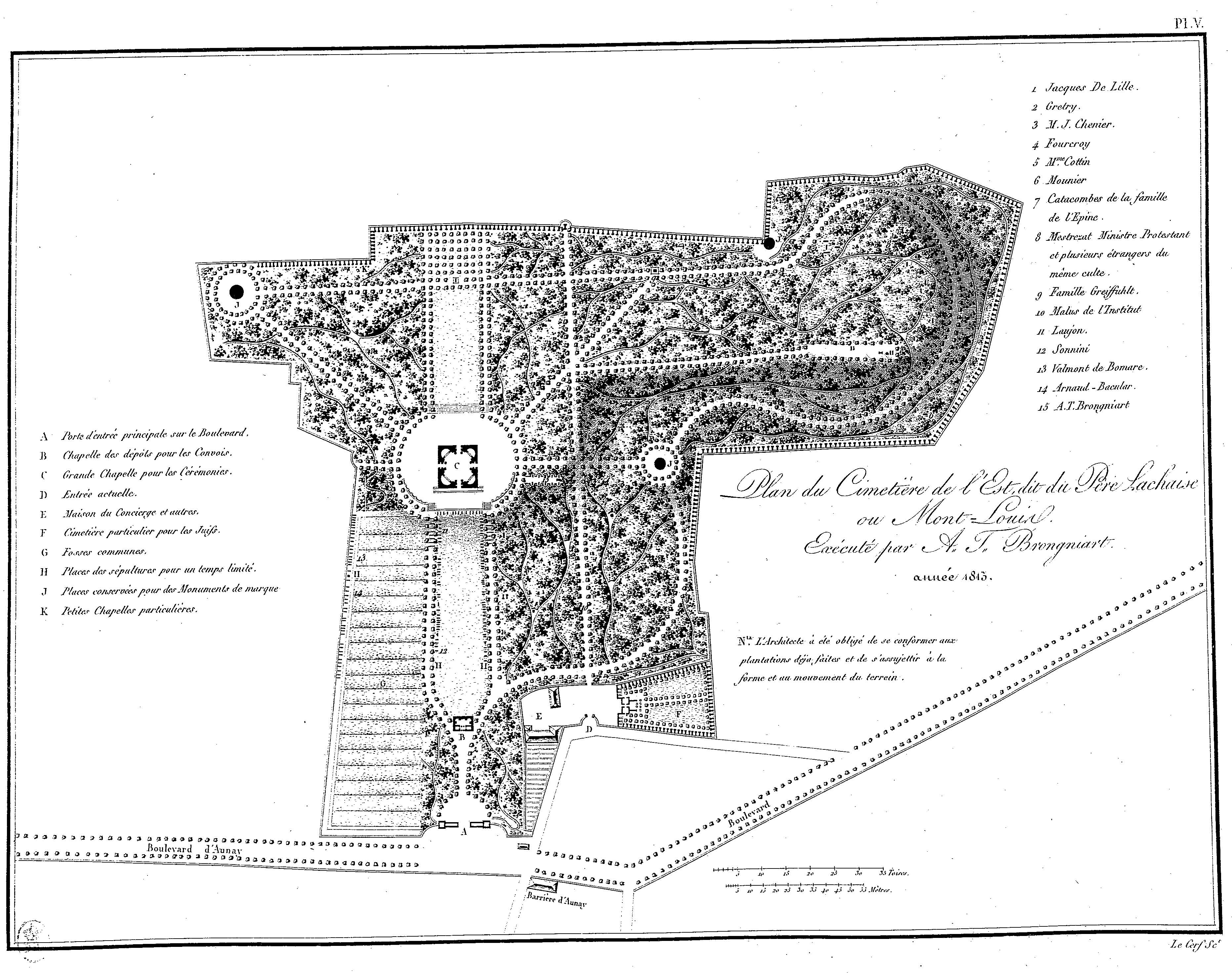
Plan du cimetière en 1813.
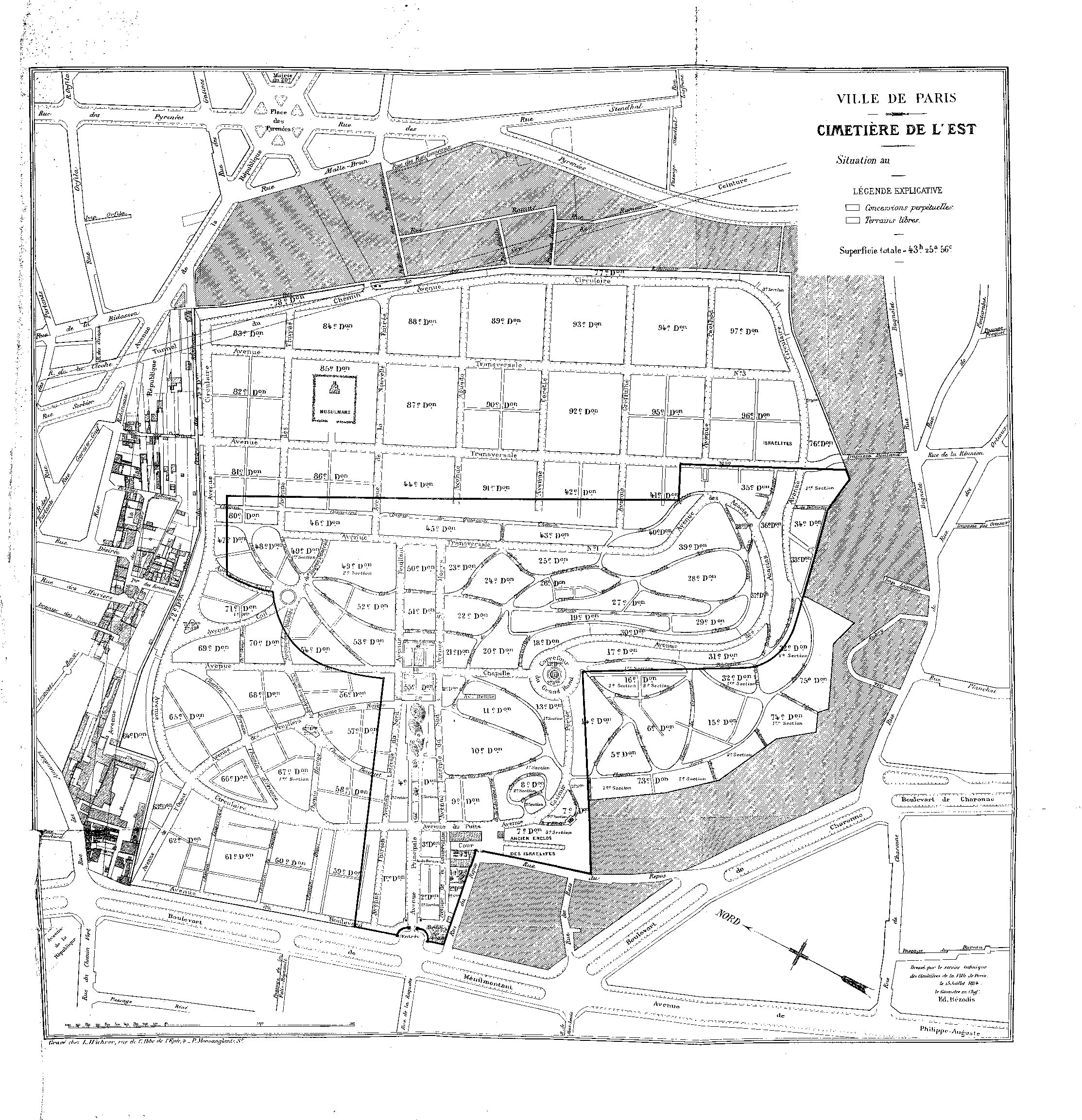
Plan du cimetière en 1926.
Plan du cimetière en 2016.
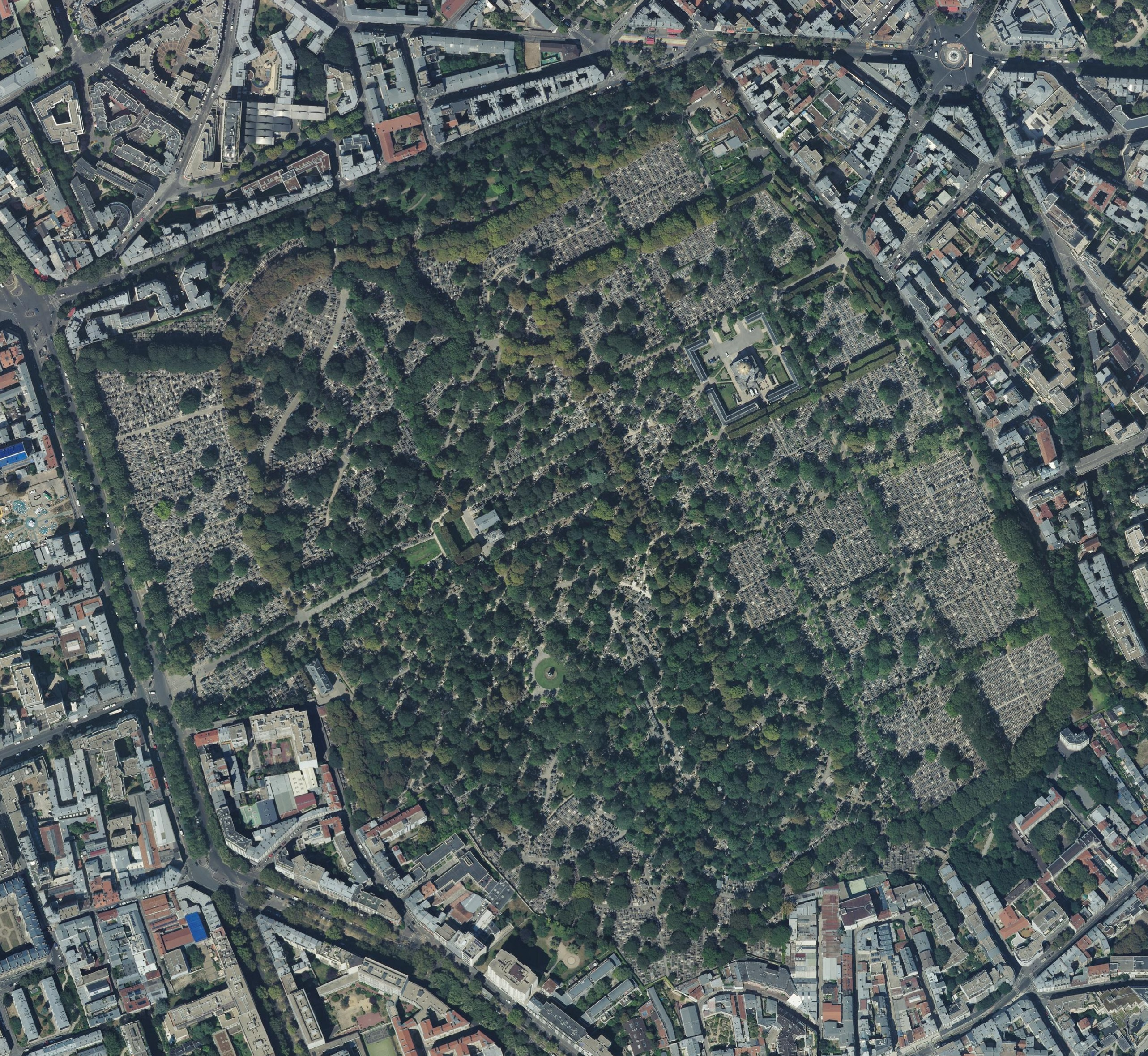
Vue aérienne en 2018.

### La Commune

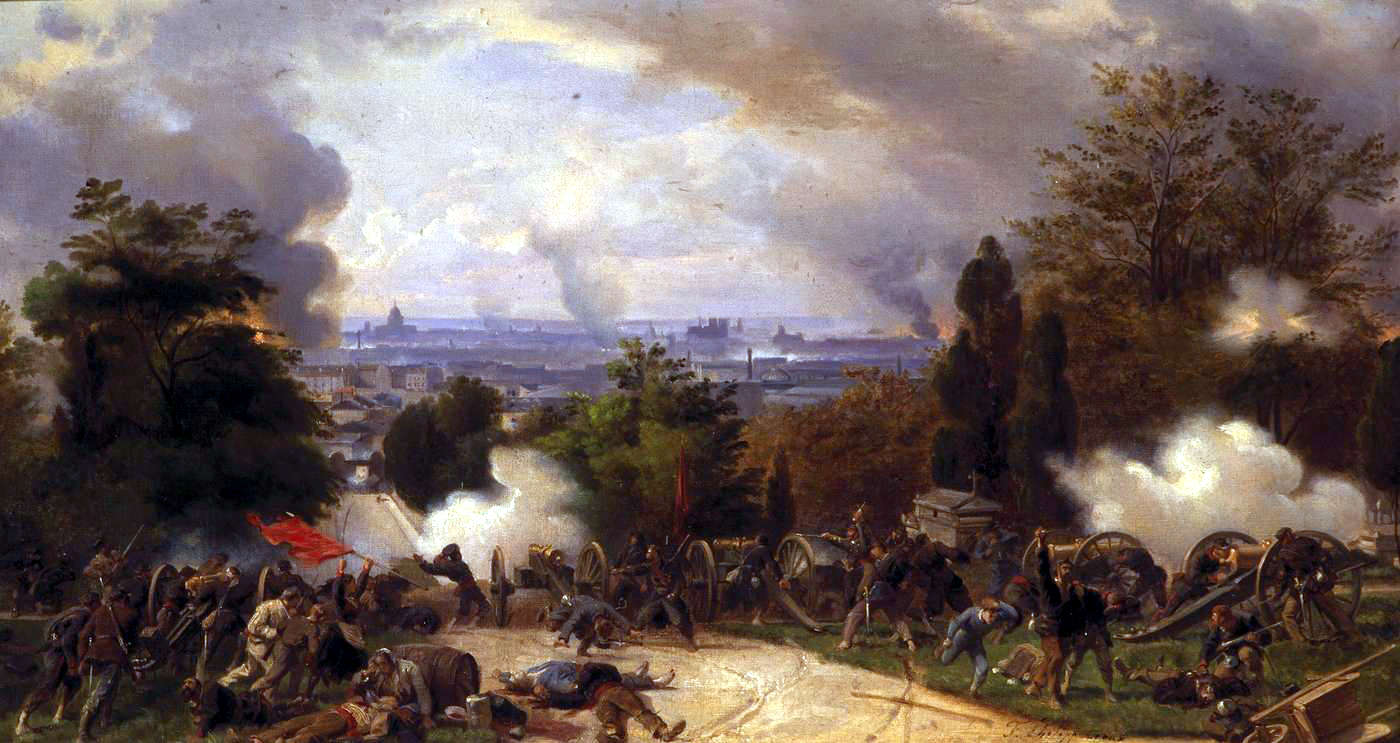
Henri Félix Emmanuel Philippoteaux : Derniers combats au Père-Lachaise.

Lors de la Commune de Paris, en mai 1871, le Père-Lachaise fut le théâtre d'une véritable guerre civile, en raison de sa localisation stratégique sur la colline. Les fédérés installèrent leur artillerie en plein cœur du cimetière, mais furent rapidement encerclés par les Versaillais de Thiers d'un côté et les Prussiens de l'autre. 

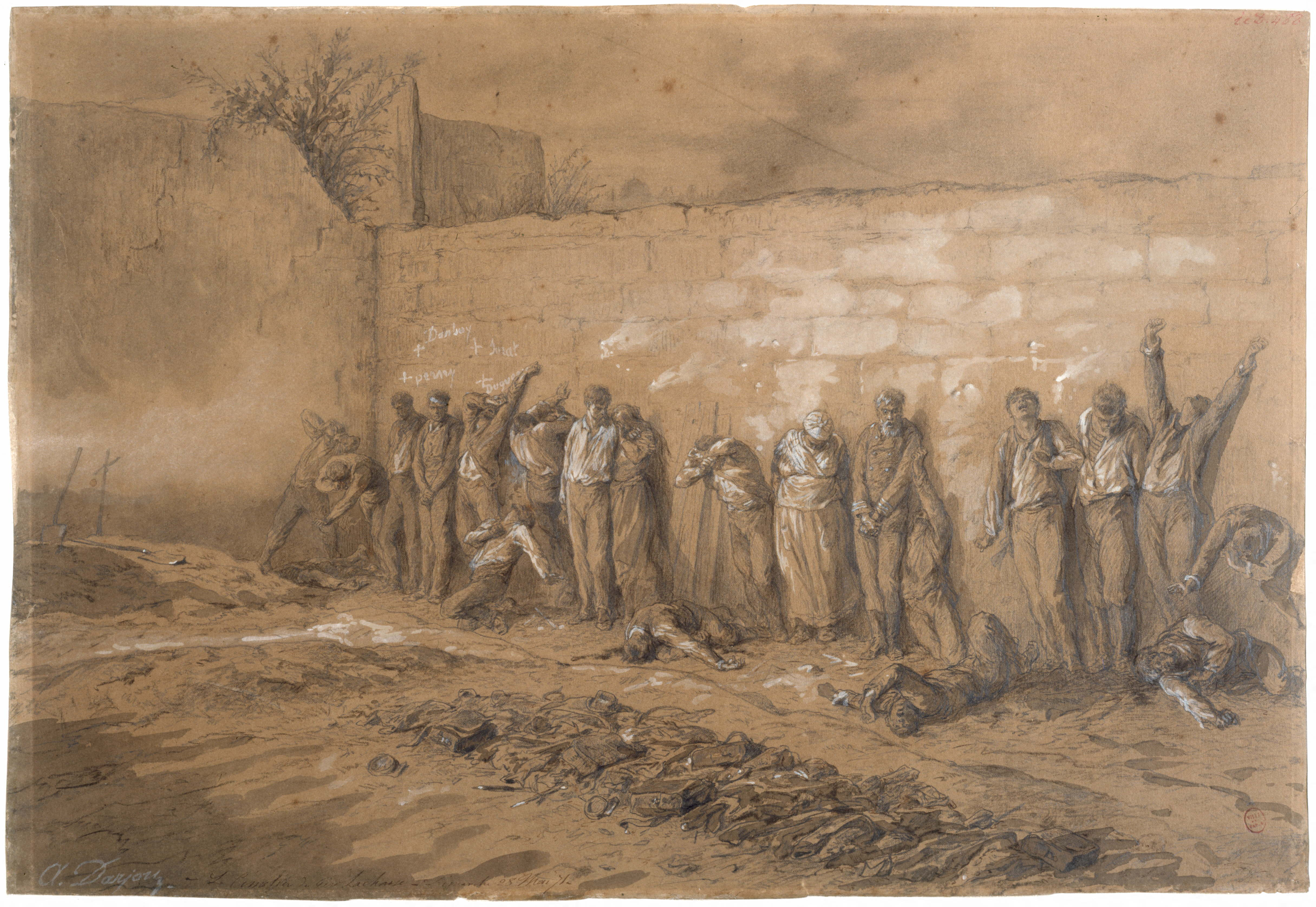
Le mur des Fédérés. Exécution des prisonniers par les Versaillais. Dessin à la mine de plomb, lavis d'encre de chine, rehauts de gouache blanche. Henri-Alfred Darjou.

Après des combats poursuivis jusqu'au soir du 27 mai 1871, 147 survivants furent fusillés devant le mur qui prit ensuite le nom de mur des Fédérés, au sud du cimetière.

### La Première Guerre mondiale

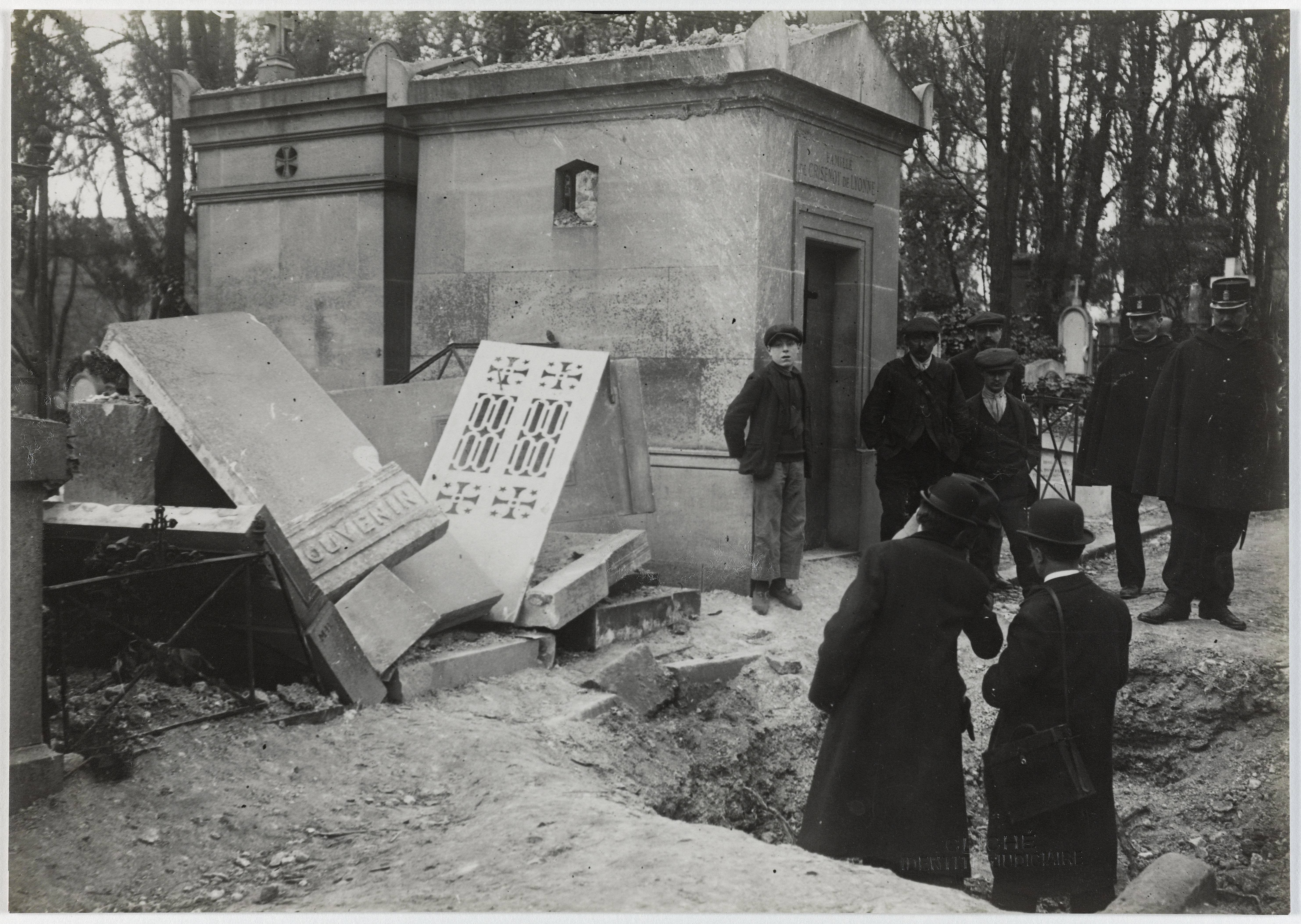
La chapelle Thouvenin, division 22, chemin de la Citerne, après le bombardement par la Grosse Bertha.

Le 25 mars 1918, durant la Première Guerre mondiale, un obus lancé par la Grosse Bertha détruit la chapelle Thouvenin, division 22, chemin de la Citerne dans le cimetière du Père-Lachaise.
Le 13 avril 1918, un nouvel obus tombe dans le cimetière.

### Ensemble crématorium-columbarium

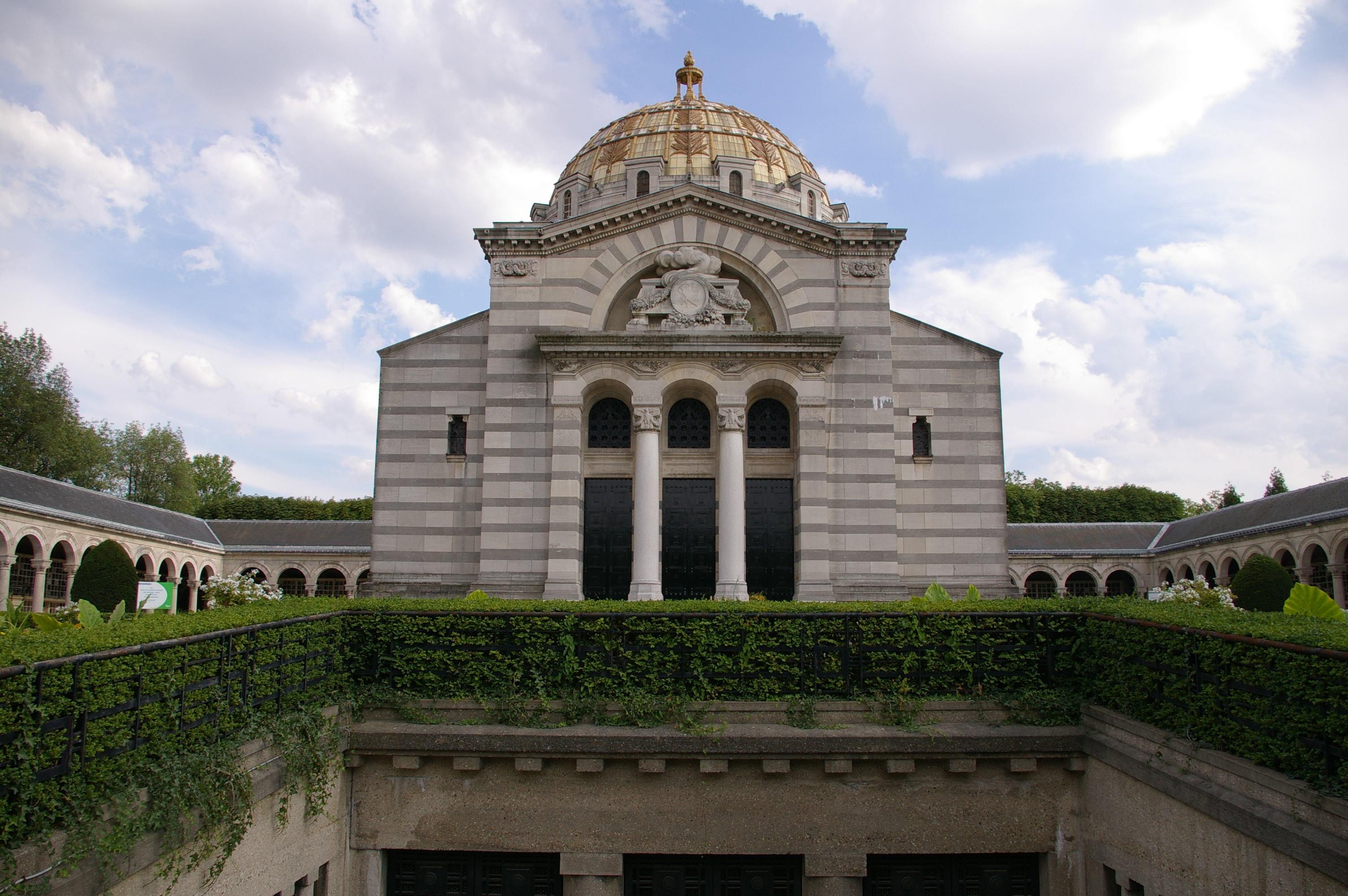
Vue de la face antérieure du crématorium.

La crémation est autorisée en France à partir de 1887-1889. Ce n'est qu'à la fin du siècle, en 1894, que débutèrent les travaux du columbarium-crématorium, conçus en 1886 par Jean Camille Formigé. L'ensemble se compose d'une chapelle de style néo-byzantin et de quatre ailes. Le toit est composé d'un vaste dôme de briques et de grès, de trois petites demi-coupoles et de deux cheminées. Dans les années 1920, le dôme principal est décoré de vitraux de Carl Mauméjean. Le columbarium définitif se compose de cinq niveaux : deux en sous-sols, deux à l'extérieur et une crypte située sous la galerie extérieure C. Il abrite en tout 26 600 cases.
Le crématorium est le premier construit en France. La première crémation a lieu le 30 janvier 1889, un peu plus d'un an après la loi du 15 novembre 1887 qui proclame la liberté des funérailles et autorise la crémation. Le recours à la crémation demeure peu répandu jusqu'à la fin du XXe siècle. Essentiellement le fait de francs-maçons, anticléricaux et libres-penseurs (Charles-Ange Laisant, André Lorulot), le recours à la crémation progressa à la suite de la levée de l'interdiction par l'église catholique en 1963. À partir des années 1980, les malades du sida privilégient la crémation (Jean-Paul Aron, Guy Hocquenghem, Cyril Collard, Pascal de Duve, Cleews Vellay, Jean-Luc Lagarce). De 49 crémations en 1889, le chiffre passe à environ 5 000 crémations au début du XXIe siècle. En 2012, la crémation représente 45 % des obsèques à Paris.
Depuis 1998, le crématorium est géré par un opérateur privé dans le cadre d'une délégation de service public. Le columbarium, en tant qu'espace funéraire, reste partie intégrante du cimetière du Père-Lachaise, qui en assure la gestion.
Dans le columbarium reposent les cendres de nombreuses célébrités dont le metteur en scène Max Ophüls ou l'humoriste Pierre Dac. La case portant le nom de Maria Callas n'est désormais qu'un cénotaphe.

## Religion
Le décret du 23 prairial an XII (12 juin 1804) de Napoléon Ier fixe les questions relatives à l'organisation des cimetières et des funérailles. Les communes ont l'obligation de créer un cimetière spécialement affecté à chaque culte ou d'affecter à chaque culte une partie du cimetière. La loi du 14 novembre 1881 abroge cet article 15 du décret du 23 prairial an XII, ce qui conduit à l'interdiction des carrés confessionnels.
Au Père-Lachaise, des carrés confessionnels dédiés aux juifs et musulmans ont existé. Les protestants se sont concentrés dans les divisions 39, 40 et 36, autour de la sépulture du pasteur Jean-Frédéric Mestrezat, mort en 1807.
La loi de séparation des Églises et de l'État du 9 décembre 1905 n'a pas d'impact sur le cimetière du Père-Lachaise puisque les emblèmes religieux demeurent autorisés sur les monuments funéraires privés. La croix de cimetière a été enlevée en juin 1883.

### Chapelle

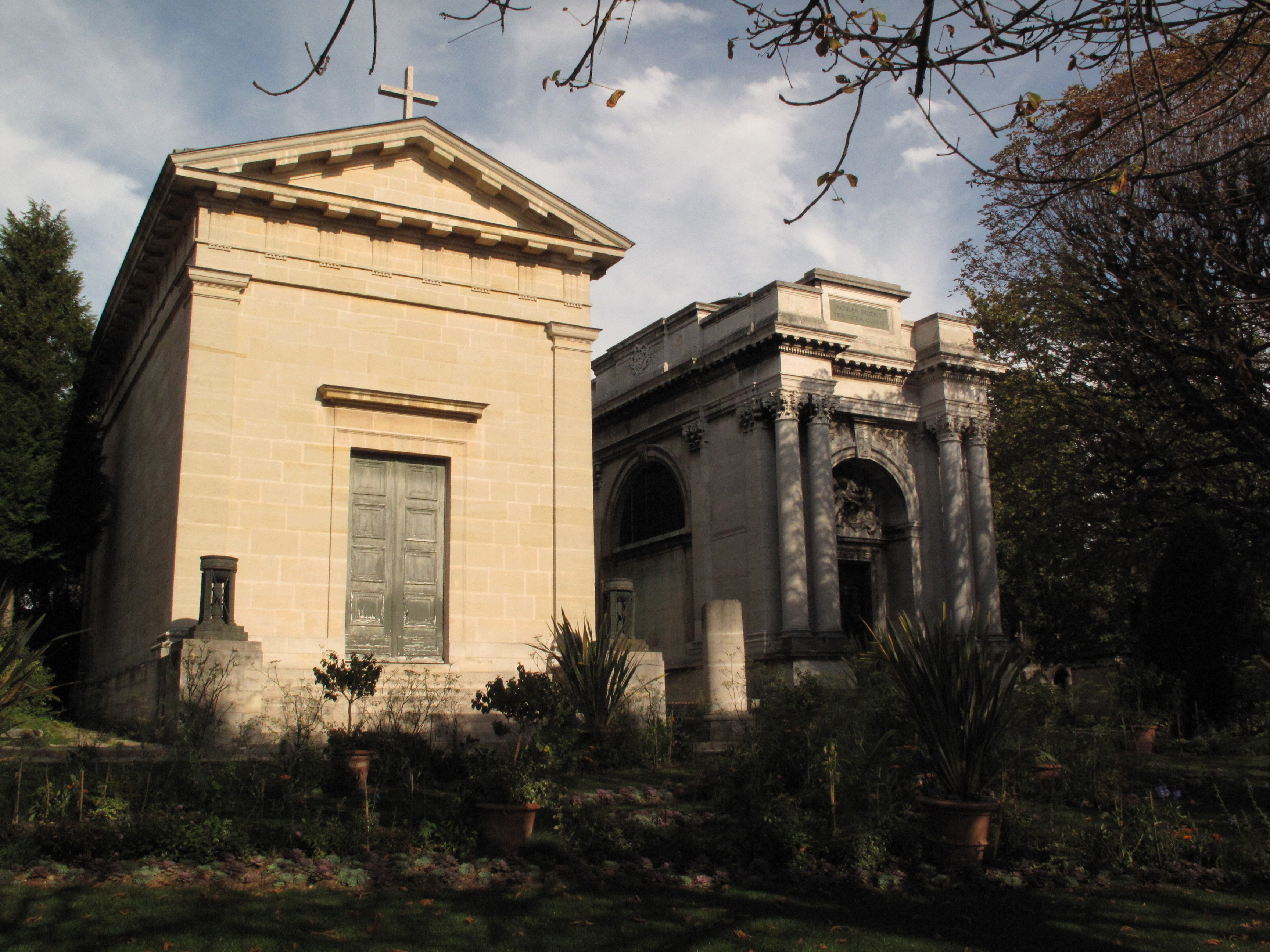
La chapelle du Père-Lachaise.

À l'emplacement de la maison du Père de La Chaize, Alexandre-Théodore Brongniart a prévu une immense pyramide affectée aux cérémonies de tous les cultes chrétiens. Ce monument n'a finalement pas été retenu et la construction de la chapelle est confiée à l'architecte de la ville de Paris Étienne-Hippolyte Godde.
La construction débute dans la seconde moitié de 1820 et est achevée à la fin de l'année 1821 selon le quatrième projet d'Hippolyte Godde. Elle ne sera consacrée qu'en 1834.
La chapelle affectée au culte catholique a été essentiellement financée par un legs de 40 000 Francs de la veuve du docteur Bosquillon. Elle dépend aujourd'hui de la basilique Notre-Dame-du-Perpétuel-Secours.
La présence de cette chapelle dans le cimetière antérieurement à la Loi de séparation des Églises et de l'État explique ce lieu de culte catholique en activité au sein d'un service public laïc.

### Carré juif
Paris comptait sept carrés juifs.

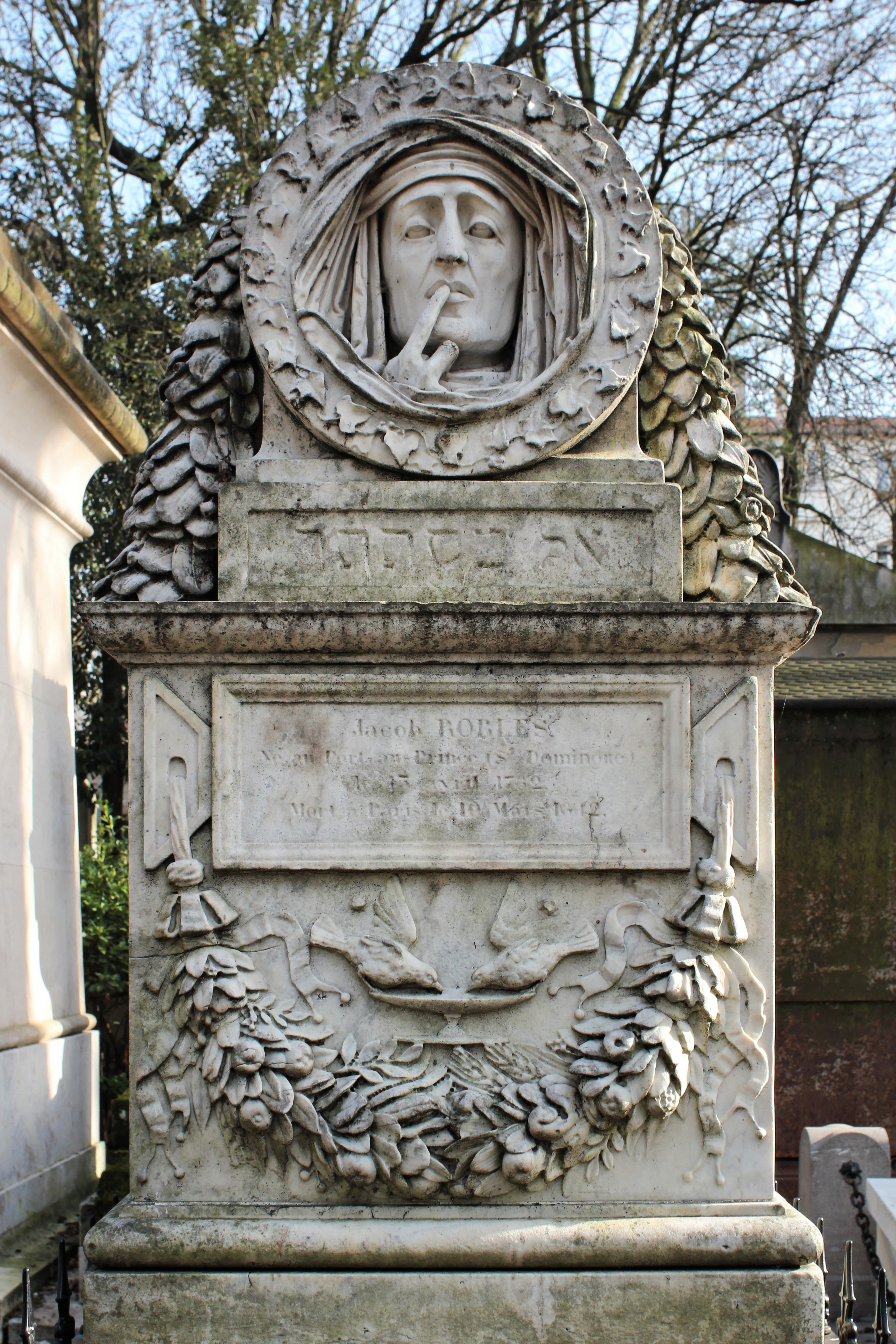
Auguste Préault, Tombeau de Jacob Roblès, 1842.

L'article 15 du décret du 23 prairial an XII (12 juin 1804), Décret relatif au lieu d'inhumation) permet le partage des cimetières en fonction des divers cultes.
Le carré juif du Père-Lachaise ouvre le 18 février 1810 dans la division 7. Clôturé par un mur, le cimetière israélite comportait une salle de purification et un pavillon pour le gardien. L'enclos était fermé à clef.
De 1865 à 1882, la division 87 servira également d'enclos juif. Après l'interdiction des carrés confessionnels en 1881, les murs des enclos juifs sont détruits et les Juifs sont enterrés dans la 96e division.
Parmi les nombreuses personnes enterrées au XIXe siècle, les guides de l'époque signalent Rachel Félix, tragédienne, David Sintzheim, premier grand rabbin de France, la famille Rothschild, Roblès, Singer, Fould,,.

### Carré musulman

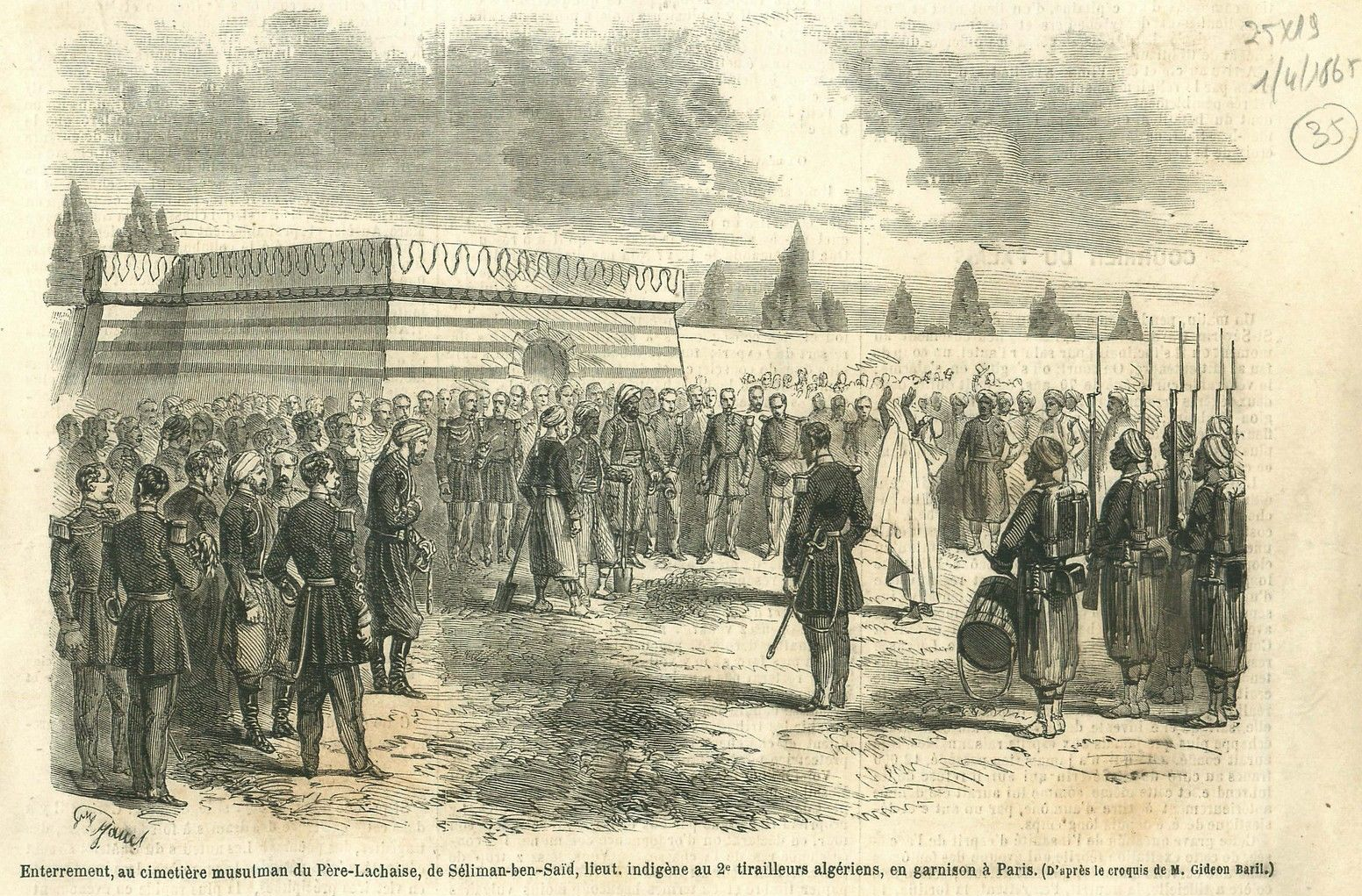
Enterrement en 1865 dans l'enclos musulman de Séliman-ben-Saïd, lieutenant indigène au 2e régiment de tirailleurs algériens en garnison à Paris.

La création d'un carré musulman est autorisée par une délibération du conseil municipal du 17 juin 1853 et d'un arrêté préfectoral du 29 novembre 1856 qui prévoit « un enclos spécial pratiqué dans les dépendances du cimetière de l’Est pour l’inhumation des personnes décédées à Paris professant la religion mahométane »,. En effet, de nombreux soldats musulmans des colonies sont morts durant la guerre de Crimée, qui oppose de 1853 à 1856 la France, le Royaume-Uni et l'Empire ottoman à la Russie.
La 85e division est assignée au culte musulman. Cette partie plate et rectiligne fait partie des terrains acquis lors de la dernière extension du cimetière en 1850. Délimité par une clôture en planches, l'enclos mesure 3 260 m2. En mai 1855, débutent les travaux de construction de la mosquée d'après les plans dressés par Marie-Gabriel Jolivet, architecte de la troisième section des travaux de la Ville de Paris. Le monument est composé d'une salle d'attente, d'un lavatorium, destiné à la purification des musulmans, et d'un dépôt pour les accessoires du culte. L'appareil polychrome est constitué de pierres de taille blanches et de grès rouge des Vosges disposées successivement en bandes horizontales.
Le carré musulman ouvre le 1er janvier 1857, ce qui en fait le premier cimetière musulman en France. En 1858 est inhumée la reine indienne Malka Kachwar. Entre 1856 et 1870, l'enclos ne comptera que 44 inhumations : 6 concessions à perpétuités, 7 temporaires, 31 fosses gratuites. L'enclos est rétréci à plusieurs reprises. Le 1er mars 1871, une partie inutilisée de l'enclos est affecté au culte israélite qui était à l'étroit dans la division 87 qui était consacrée aux juifs de 1865 à 1882.
La loi du 14 novembre 1881 interdit les carrés confessionnels. La clôture de l'enclos musulman est retirée, contrairement à la haie végétale plantée en 1873 qui est conservée. L'enclos est à nouveau rétréci en 1883.
En dépit de la loi de 1881, la mosquée est conservée. Mais l'Empire ottoman, à qui incombent les travaux, ne l'entretient pas. Une reconstruction est envisagée avant que la Première Guerre mondiale annule le projet. Alliée de l'Allemagne, l'Empire ottoman est dorénavant un pays ennemi de la France. La mosquée est détruite en 1914. En 1916 est édifiée la mosquée du bois de Vincennes pour les soldats musulmans de la Première Guerre mondiale. Les soldats qui meurent à l'hôpital militaire adjacent sont enterrés au cimetière de Nogent-sur-Marne, où une koubba est édifiée en 1919. En 1926, la Grande Mosquée de Paris est construite en remplacement de celle de Vincennes. En 1935, est inauguré à Bobigny l'hôpital franco-musulman, renommé depuis hôpital Avicenne, et deux ans plus tard son annexe, le cimetière musulman de Bobigny, qui comporte également un carré militaire.

## Monuments aux morts et mémoriaux
Le cimetière du Père-Lachaise comporte de nombreux monuments commémoratifs. Le plus connu est sans doute le mur des Fédérés. Le plus ancien est le monument aux victimes de juin commémorant les victimes militaires de l'insurrection républicaine à Paris du 5 et 6 juin 1832 et de l'insurrection parisienne des 13 et 14 avril 1834 ainsi que les victimes civiles de la machine infernale de Fieschi du 28 juillet 1835. Les guerres de la France ont leur lot de mémoriaux (guerre franco-allemande de 1870, Première Guerre mondiale, Seconde Guerre mondiale, guerre d'Algérie). Deux monuments honorent les victimes du devoir non militaire. Les génocides de la Shoah et du Rwanda sont également commémorés. Quelques catastrophes (incendies et catastrophes aériennes) ont également un monument. Enfin le monument aux morts de Bartholomé est dédié à tous les morts sans distinction.
| Le graphique qui aurait dû être présenté ici ne peut pas être affiché car il utilise l'ancienne extension Graph, désactivée pour des questions de sécurité. Des indications pour créer un nouveau graphique avec la nouvelle extension Chart sont disponibles ici . | Emplacements des monuments aux morts et mémoriaux du Père-Lachaise. Légende '"`UNIQ--templatestyles-00000013-QINU`"'- Catastrophes - Guerre de 1870-71 et Commune - Guerre d'Algérie - Génocides - Autres |

| Type              | Événement                                      | Titre                                                                                                | Date | Div. | Illustration |
| ----------------- | ---------------------------------------------- | --- | ---- | ---- | ------------ |
| —                 | —                                              | Monument aux morts                                                                                   | 1899 | 4    |              |
| —                 | —                                              | Monument du souvenir                                                                                 | 1881 | 55   |              |
| —                 | —                                              | Deuil périnatal                                                                                      | 2016 | 78   |              |
| —                 | —                                              | Bicentenaire du Père-Lachaise                                                                        | 2004 | 42   |              |
| Victime du devoir |                                                | Monument aux personnels des Hôpitaux de Paris victimes du devoir                                     | 1903 | 2    |              |
| Victime du devoir |                                                | Monument des travailleurs municipaux                                                                 | 1899 | 71   |              |
| Conflit           | Insurrection républicaine à Paris en juin 1832 | Monument aux victimes de juin                                                                        | 1836 | 6    |              |
| Conflit           | Guerre franco-allemande de 1870                | Monument à la mémoire des Gardes Nationaux de la Seine tués au combat de Buzenval le 19 janvier 1871 | 1879 | 72   |              |
| Conflit           | Guerre franco-allemande de 1870                | Monument à la mémoire des soldats morts pendant le siège de Paris de 1870-1871                       | 1877 | 64   |              |
| Conflit           | Guerre franco-allemande de 1870                | Monument à la mémoire des défenseurs de Belfort 1870-1871                                            | 1911 | 54   |              |
| Conflit           | Commune de Paris                               | Monument aux victimes de la Commune                                                                  |      | 72   |              |
| Conflit           | Commune de Paris                               | Mur des Fédérés                                                                                      | 1907 | 76   |              |
| Conflit           | 1re Guerre mondiale                            | Monument aux Arméniens morts pour la France                                                          | 1978 | 88   |              |
| Conflit           | 1re Guerre mondiale                            | Monument aux Belges morts pour la France                                                             | 1922 | 84   |              |
| Conflit           | 1re Guerre mondiale                            | Monument aux Grecs morts pour la France                                                              | 1953 | 88   |              |
| Conflit           | 1re Guerre mondiale                            | Monument aux Garibaldiens de l’Argonne                                                               | 1934 | 84   |              |
| Conflit           | 1re Guerre mondiale                            | Monument aux Tchécoslovaques morts pour la France                                                    | 1934 | 84   |              |
| Conflit           | 1re Guerre mondiale                            | Monument aux Parisiens morts                                                                         | 2018 |      |              |
| Conflit           | 1re Guerre mondiale                            | Monument provisoire dédié aux soldats disparus                                                       | 1919 | 55   |              |
| Conflit           | Guerre d'Espagne                               | Brigades internationales                                                                             |      | 97   |              |
| Conflit           | 2de Guerre mondiale Shoah                      | Auschwitz-Birkenau                                                                                   | 1949 | 97   |              |
| Conflit           | 2de Guerre mondiale Shoah                      | Neuengamme                                                                                           | 1949 | 97   |              |
| Conflit           | 2de Guerre mondiale Shoah                      | Ravensbrück                                                                                          | 1955 | 97   |              |
| Conflit           | 2de Guerre mondiale Shoah                      | Mauthausen                                                                                           | 1958 | 97   |              |
| Conflit           | 2de Guerre mondiale Shoah                      | Buchenwald-Dora                                                                                      | 1964 | 97   |              |
| Conflit           | 2de Guerre mondiale Shoah                      | Oranienburg-Sachsenhausen                                                                            | 1970 | 97   |              |
| Conflit           | 2de Guerre mondiale Shoah                      | Dachau                                                                                               | 1985 | 97   |              |
| Conflit           | 2de Guerre mondiale Shoah                      | Flossenbürg                                                                                          | 1988 | 97   |              |
| Conflit           | 2de Guerre mondiale Shoah                      | Buna-Monowitz                                                                                        | 1993 | 97   |              |
| Conflit           | 2de Guerre mondiale Shoah                      | Bergen-Belsen                                                                                        | 1994 | 97   |              |
| Conflit           | 2de Guerre mondiale Shoah                      | Natzwiller-Struthof                                                                                  | 2004 | 97   |              |
| Conflit           | 2de Guerre mondiale Shoah                      | Convoi 73                                                                                            | 2006 | 97   |              |
| Conflit           | 2de Guerre mondiale Shoah                      | Stèle à la mémoire des déportés du camp de Rawa-Ruska                                                | 2016 | 77   |              |
| Conflit           | 2de Guerre mondiale Résistance                 | Monument de la Fédération nationale des déportés et internés résistants et patriotes                 |      | 97   |              |
| Conflit           | 2de Guerre mondiale                            | Monument aux déportés du travail                                                                     |      | 97   |              |
| Conflit           | 2de Guerre mondiale Shoah                      | Monument aux enfants juifs déportés                                                                  | 2017 | 77   |              |
| Conflit           | 2de Guerre mondiale                            | Monument aux Russes                                                                                  | 2005 | 84   |              |
| Conflit           | 2de Guerre mondiale                            | Monument aux Espagnols morts pour la liberté                                                         | 1969 | 97   |              |
| Conflit           | 2de Guerre mondiale                            | Monument en hommage à l'armée polonaise en France                                                    | 2006 | 88   |              |
| Conflit           | 2de Guerre mondiale Résistance                 | Monument aux plus jeunes combattants volontaires de la Résistance                                    | 2009 | 82   |              |
| Conflit           | 2de Guerre mondiale Résistance                 | Francs-tireurs et partisans - Main-d'œuvre immigrée (FTP-MOI)                                        | 1989 | 97   |              |
| Conflit           | 2de Guerre mondiale Résistance                 | Élus martyrs de la résistance                                                                        |      | 97   |              |
| Conflit           | 2de Guerre mondiale Résistance                 | Héros et martyrs de la résistance fusillés                                                           |      | 97   |              |
| Conflit           | 2de Guerre mondiale Résistance                 | Brigade Fabien                                                                                       |      | 97   |              |
| Conflit           | 2de Guerre mondiale Résistance                 | Femmes communistes                                                                                   |      | 97   |              |
| Conflit           | 2de Guerre mondiale Résistance                 | Monument aux morts de Turma-Vengeance                                                                |      | 95   |              |
| Conflit           | 2de Guerre mondiale Résistance                 | Ordre de la Libération                                                                               | 1960 | 88   |              |
| Conflit           | Guerre d'Algérie                               | Monument aux morts pour la France en Afrique du Nord de 1952 à 1962                                  | 2003 | 88   |              |
| Conflit           | Guerre d'Algérie                               | Stèle en hommage aux victimes de l'OAS                                                               | 2011 | 88   |              |
| Conflit           | Guerre d'Algérie                               | Stèle en mémoire des disparus des Abdellys                                                           | 2015 | 88   |              |
| Conflit           | Guerre d'Algérie                               | Victimes du 8 février 1962                                                                           |      | 97   |              |
| Conflit           | Génocide des Tutsi au Rwanda                   | Stèle en mémoire des victimes du génocide contre les Tutsi en 1994                                   | 2014 | 88   |              |
| Catastrophe       | Catastrophe aérienne                           | Stèle en hommage aux 170 victimes du DC10 d'UTA                                                      |      | 77   |              |
| Catastrophe       | Catastrophe aérienne                           | Mémorial des victimes du vol West Caribbean 708                                                      | 2007 | 77   |              |
| Catastrophe       | Catastrophe aérienne                           | Mémorial des victimes du vol Flash Airlines 604                                                      | 2007 | 77   |              |
| Catastrophe       | Catastrophe aérienne                           | Mémorial des victimes du vol Air France 447                                                          | 2010 | 84   |              |
| Catastrophe       | Incendie                                       | Monument aux victimes non identifiées de l'incendie du Bazar de la Charité                           | 1899 | 92   |              |
| Catastrophe       | Incendie                                       | Monument funéraire aux victimes non identifiées de l'incendie de l'Opéra Comique                     | 1888 | 96   |              |

## Manifestations
Du fait des nombreuses personnalités qui y sont inhumées et de la charge symbolique du lieu, le cimetière du Père-Lachaise a été et est encore chaque année le lieu de nombreuses cérémonies commémoratives, liées à des personnes ou à des événements. Toute manifestation ou cérémonie doit avoir fait l'objet d'une demande préalable auprès de l'administration du cimetière, et avoir été formellement autorisée.
Ces commémorations concernent en particulier la Commune de Paris ; et dans ce cas, elles sont principalement le fait des partis socialistes et communistes et des francs-maçons du Grand Orient de France, et ont lieu devant le mur des Fédérés.
Après la Seconde Guerre mondiale s'y ajoutent notamment les hommages aux victimes du nazisme.

## Conservation du patrimoine

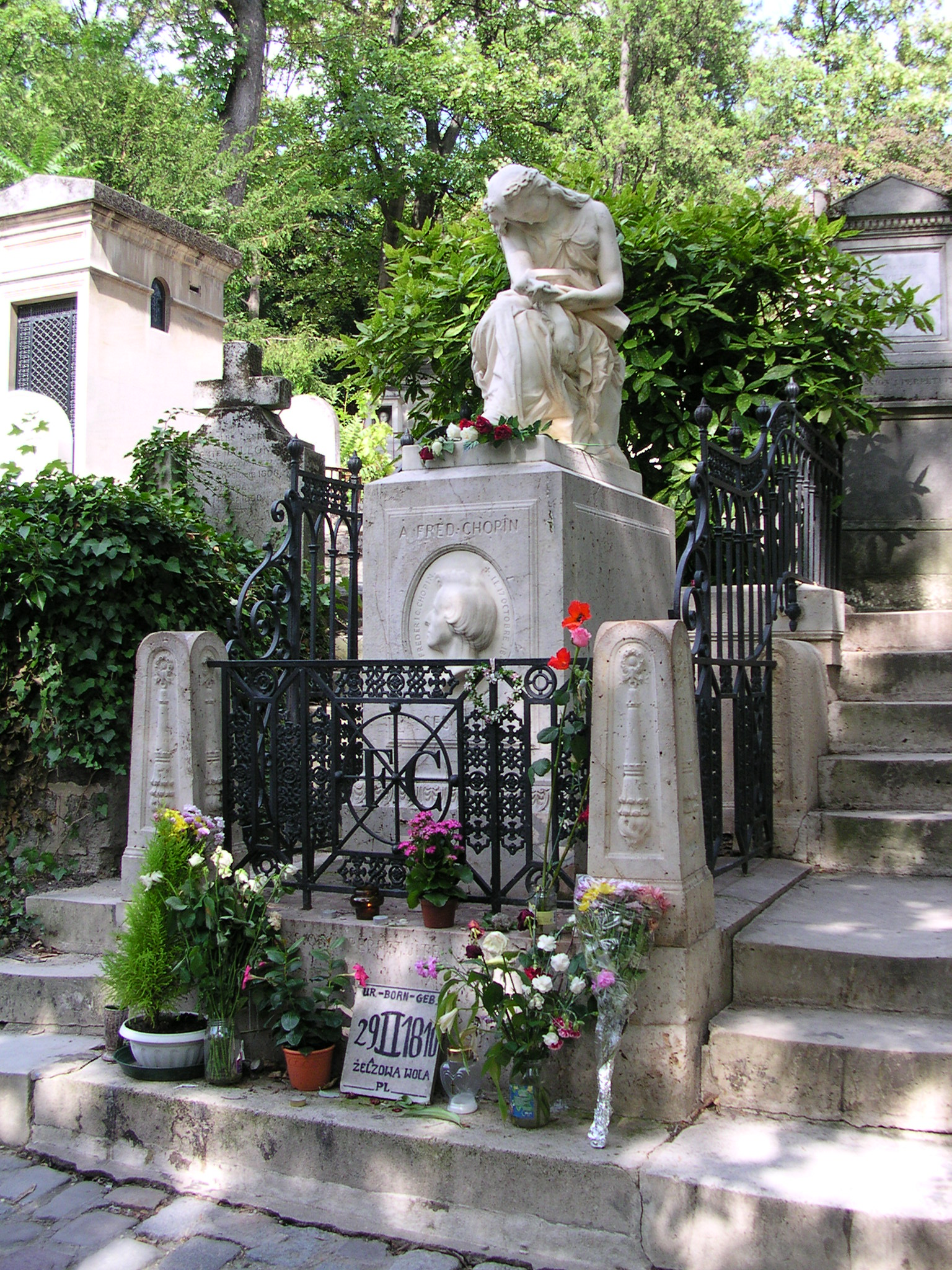
Tombe de Frédéric Chopin.

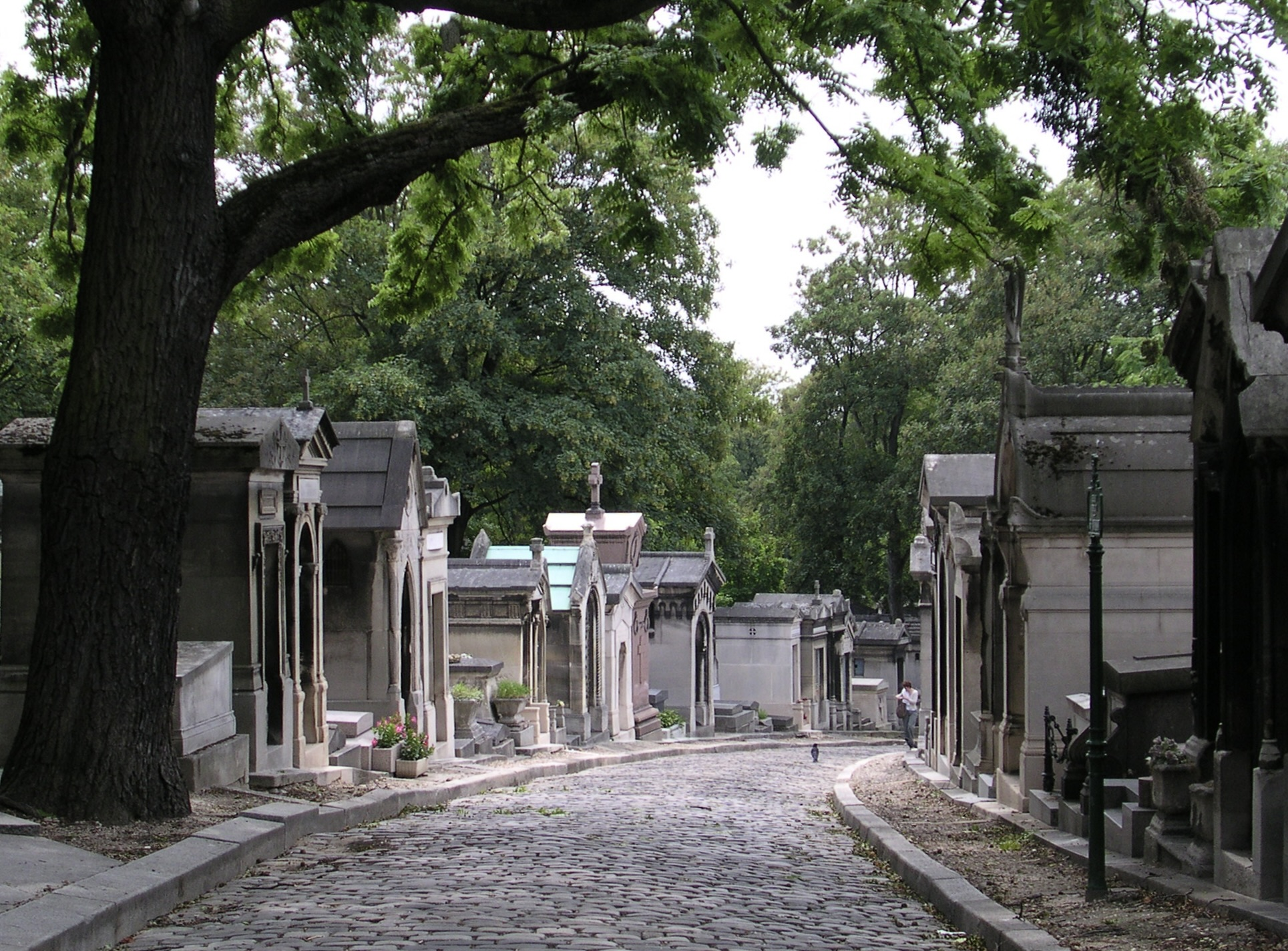
Chemin Errazu.

D'illustres sculpteurs et architectes feront de ce lieu un véritable musée dès le XIXe siècle : parmi eux, Guimard, Garnier, Visconti, Paillard ou Barrias. La chapelle ainsi que le portail principal (boulevard de Ménilmontant) furent conçus par Étienne-Hippolyte Godde en 1823 et 1825. David d'Angers créa la plupart des monuments du « Quartier des Maréchaux d'Empire ».
La « partie romantique » du cimetière, soit environ la moitié de la superficie totale, constitue un site classé par arrêté du 17 décembre 1962,. Le site classé regroupe les divisions 4 à 34, 36 à 39, 47 à 58, 65 à 71, 73 à 75 et une partie de la division 76[réf. incomplète].
Plusieurs éléments du patrimoine funéraire du cimetière ont été inscrits ou classés au titre des monuments historiques entre 1983 et 2008 :
- les monuments construits avant 1900 qui se trouvent dans les divisions 1 à 58, 65 à 71 et 91 sont inscrits par arrêté du 21 mars 1983[b] ; le nombre de monuments funéraires ainsi inscrits au titre des monuments historiques est estimé à 30 000[Quand ?][23][réf. incomplète] ;
- le portail d'entrée, la chapelle, le mur des Fédérés, le monument aux morts de Bartolomé, le monument funéraire d'Héloïse et Abélard, le monument funéraire de Molière, le monument funéraire de La Fontaine, le monument de Montanier dit Dellile, et le monument funéraire de Landry sont classés par arrêté du 14 novembre 1983[c] ;
- le monument funéraire de Cartellier-Heim est classé par arrêté du 25 janvier 1990[d] ;
- le colombarium et le crématorium sont inscrits par arrêté du 17 janvier 1995[e] ;
- le monument funéraire d'Oscar Wilde est classé par arrêté du 10 mars 1995[e], après avoir été inscrit par arrêté du 27 septembre 1991[f] ;
- le monument funéraire de Georges Guët est classé par arrêté du 18 septembre 1995[e], après avoir été inscrit par arrêté du 9 septembre 1994[g] ;
- le monument funéraire de Frédéric Chopin est classé par arrêté du 1er avril 2008[h].

## Flore et faune

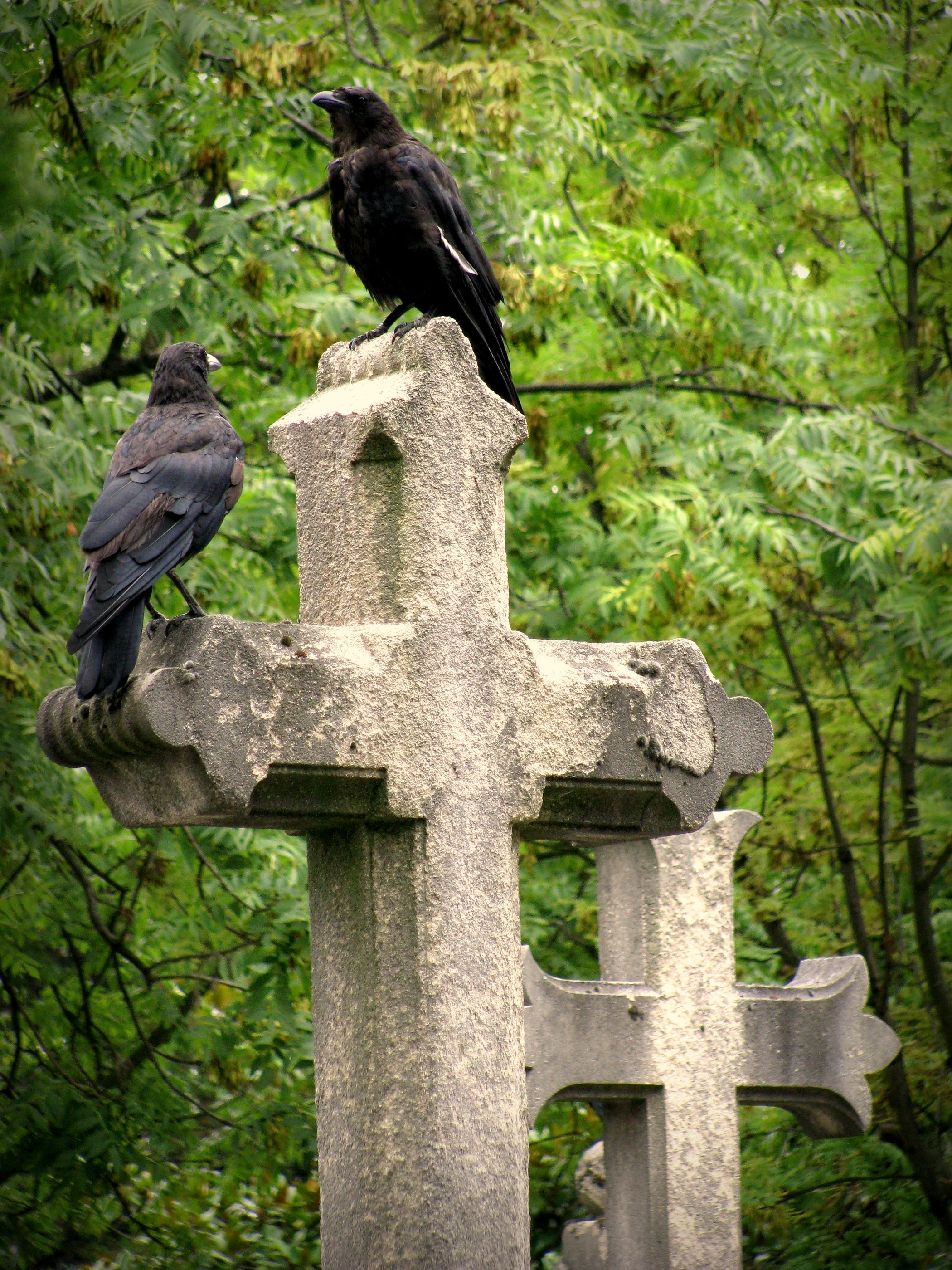
Corneilles noires posées sur une croix.

Avec ses 44 hectares, la première nécropole intra muros de Paris est aussi l'un des plus importants espaces verts. On y dénombre 4 000 arbres de plus de 80 essences différentes. On y trouve essentiellement des érables, des marronniers, des frênes — dont le plus vieux fut planté en 1849, il faisait en 1991 une circonférence de 3,50 mètres et une hauteur de 20 mètres — des tilleuls, des thuyas, des chênes ainsi que des hêtres (l'un d'eux protège les tombes de Gérard de Nerval et Charles Nodier dans la 49e division, tandis que celle de Balzac juste en face n'a pas d'arbre), noyers, platanes, robiniers, sophoras. Au total, 400 espèces végétales ont été recensées.
Le cimetière contient neuf arbres remarquables, dont deux situés dans la 77e division. Le premier est un Érable de Montpellier (Acer monspessulanum L.) remarquable en raison de son âge. Planté en 1883 (142 ans), il mesure actuellement[Quand ?] 12 mètres de haut et 2,25 mètres de circonférence. Le second est un Marronnier d'Inde (Aesculus hippocastanum L.) remarquable aussi en raison de son âge et de sa circonférence. Planté en 1880 (145 ans), il mesure 22 mètres de haut et 3,45 mètres de circonférence[Quand ?]. Dans la 77e division se trouve également un Arbre à perruque (Cotinus coggygria).
La 75e division possède une espèce rare : un Gutta-percha (Eucommia ulmoïdes), originaire d'Asie. La tombe d'Edmond About est à l'ombre d'un bouleau.
On trouve également un couple de Gingko biloba ce qui lui permet de fructifier.
Le développement parfois excessif et non contrôlé de la végétation est critiqué. Le monument aux morts d'Albert Bartholomé est masqué partiellement par les arbres et l'humidité accélère la détérioration du monument.

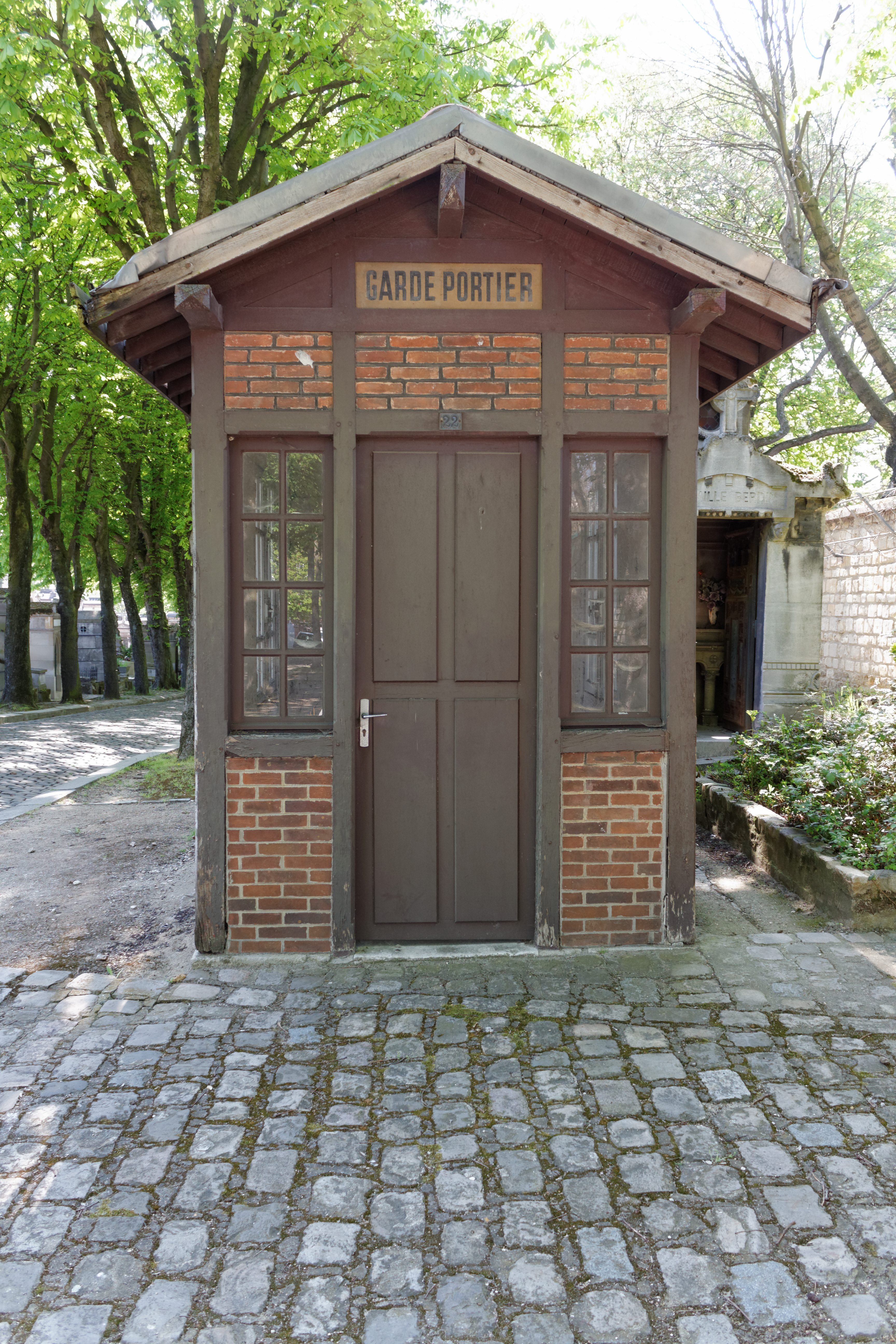
Porte des oiseaux.

La faune du Père-Lachaise est composée d'une quarantaine d'espèces d'oiseaux, dont des corneilles, des chouettes hulottes, des faucons crécerelles, des éperviers, des mésanges, des grimpereaux, des sittelles, des moineaux, des gobe-mouche gris et des rouge-queue à front blanc. On observe également des lézards, des chats, des chauve-souris, des fouines, des hérissons et des écureuils roux. 264 espèces de coléoptères et une centaine d'espèces de papillons ont été recensées,,. Un essaim d'abeilles avait même trouvé refuge dans la tête en bronze de la statue de Casimir Perier. En 2020, une famille de renards s'est installée dans le cimetière.

## Fonctionnement du cimetière auXXIesiècle
Le cimetière est géré par le service des cimetières de la Ville de Paris, rattaché depuis 1986 à la direction des parcs, jardins et espaces verts (DEVE). Le service des cimetières assure les missions d'accueil, renseignements des usagers et de surveillance, de fossoyage et d'inhumation, ainsi que de la valorisation du patrimoine architectural et végétal.
La durée de concession est de 10, 30 ou 50 ans ainsi que perpétuelle. Les tarifs sont les mêmes dans tous les cimetières parisiens intra muros. En 2012, une concession perpétuelle de 2 mètres carrés coûte 13 430 €, 4 004 € pour une cinquantenaire, 2 560 € pour une trentenaire, 755 € pour une décennale. Pour une case au columbarium, il faut compter 1 725 € pour 50 ans 1 105 € pour 30 ans et 365 € pour une concession temporaire de 10 ans[réf. nécessaire].
Pour être enterré au cimetière du Père-Lachaise, il faut être domicilié à Paris, être mort à Paris ou être placé dans un caveau existant. Cependant le cimetière est plein depuis les années 1950. Les reprises des concessions anciennes abandonnées permettent de récupérer qu'un petit nombre de concessions par an.

## Dans la culture populaire

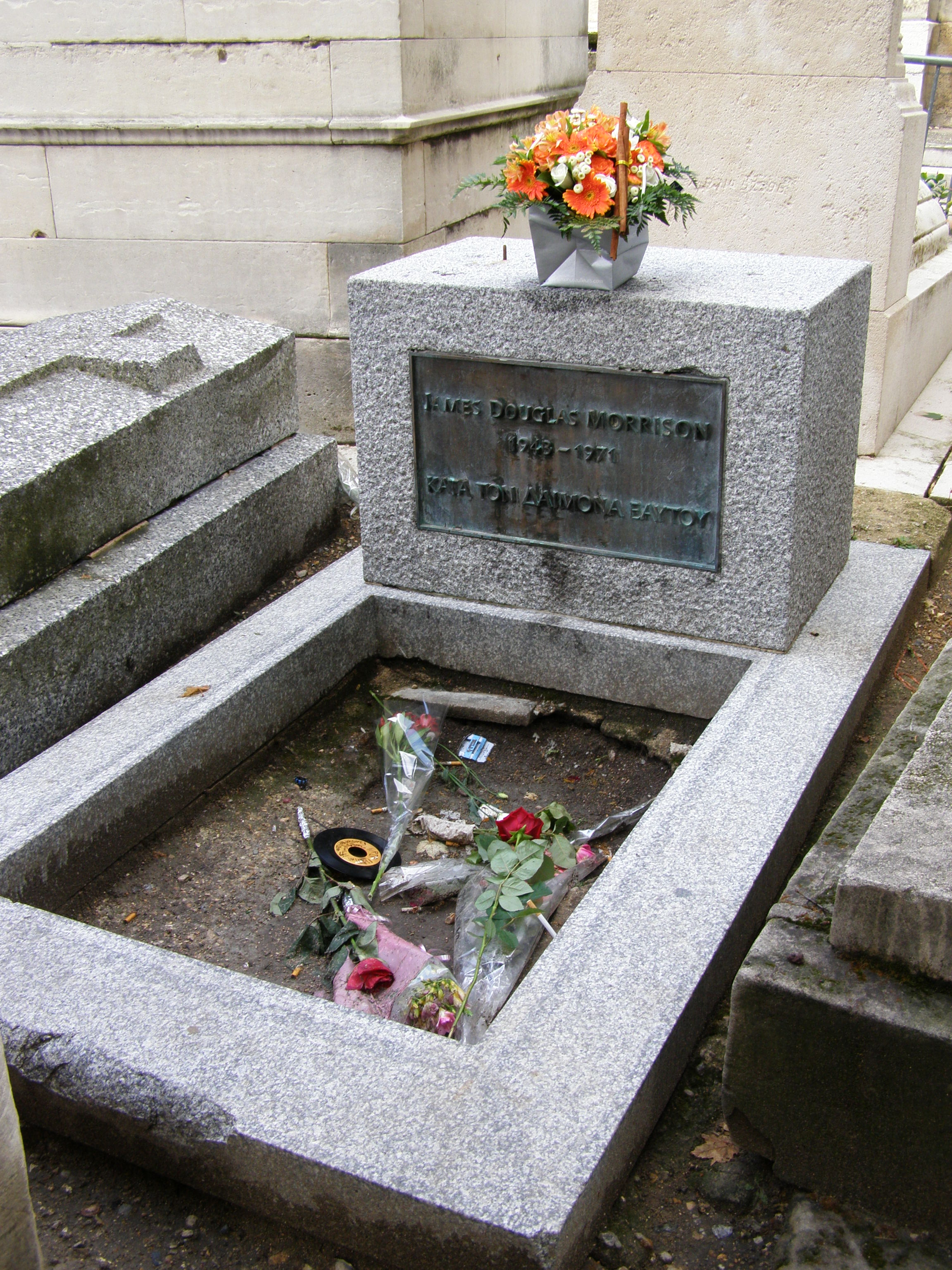
Tombe de Jim Morrison.

### Au cinéma
- 1976 : Mado, de Claude Sautet, apparition du crématorium lors d'une scène de crémation.
- 1977 : Le Diable probablement de Robert Bresson : scène finale dans laquelle Charles demande à son ami de lui tirer deux balles dans la tête.
- 1980 : Au bon beurre, téléfilm d'Édouard Molinaro, cimetière dans lequel les Poissonard, profiteurs de guerre, acquièrent un prestigieux caveau pour un million de francs.
- 1986 : Au Père Lachaise, court métrage réalisé par Pierre-Marie Goulet et Jean-Daniel Pollet.
- 1986 : Les Frères Pétard, d'Hervé Palud : scène où Manu (Gérard Lanvin) et Momo (Jacques Villeret) sont à la recherche d'une cache.
- 1991 : The Doors d'Oliver Stone : les images de plusieurs tombes défilent (Georges Bizet, Oscar Wilde, Frédéric Chopin, Marcel Proust et Gioachino Rossini) en se concluant sur celle de Jim Morrison dans la scène finale.
- 1992 : L.627 de Bertrand Tavernier ; au début du film, Lulu (Didier Bezace) donne rendez-vous à son amie Cécile (Lara Guirao) au cimetière devant la stèle érigée à la mémoire des victimes de l'attentat contre le Vol 772 UTA, qui était survenu au Niger en septembre 1989.
- 1996 : Hommes, femmes : mode d'emploi de Claude Lelouch, dans lequel le film s'ouvre et se conclut.
- 1997 : Le Loup-garou de Paris de Anthony Waller, une attaque du loup-garou au cimetière près de la tombe de Jim Morrison.
- 1998 : Jeanne et le Garçon formidable de Jacques Martineau et Olivier Ducastel ; la scène finale se déroule au crématorium.
- 2001 : Belphégor, le fantôme du Louvre de Jean-Paul Salomé, vision de la tombe de Pierre Deffontaines.
- 2001 : Le Fabuleux Destin d'Amélie Poulain de Jean-Pierre Jeunet, pendant qu'Amélie regarde les informations à son propos, vision du cimetière sur les images de l'enterrement de Sarah Bernhardt, avec comme musique l'Adagio pour cordes de Samuel Barber.
- 2002 : Les Tombales, court-métrage de Christophe Barratier, présent dans les bonus du DVD du film Les Choristes.
- 2004 : La Première Fois que j'ai eu 20 ans de Lorraine Lévy, vision du cimetière lors de l'enterrement du personnage de Pierre Arditi.
- 2005 : Le Promeneur du Champ-de-Mars de Robert Guédiguian
- 2006 : Paris, je t'aime, segment 20e arrondissement, sketch de Wes Craven, reposant principalement sur un couple de jeunes amoureux se baladant dans le cimetière, dans lequel la femme veut se rendre sur la tombe d'Oscar Wilde et où, à la suite d'une dispute, l'homme y rencontre son fantôme.
- 2007 : Two Days in Paris de Julie Delpy, où Marion se recueille sur la tombe de Jim Morrison[59].
- 2007 : Bouquet final de Michel Delgado
- 2007 : Tout est pardonné de Mia Hansen-Løve
- 2008 : Paris de Cédric Klapisch ; apparition de l'entrée du cimetière dans la scène finale.
- 2008 : Syndrome, court-métrage de Yannick Delhaye.
- 2009 : Non ma fille, tu n'iras pas danser de Christophe Honoré, apparition du columbarium.
- 2009 : À deux c'est plus facile d'Émilie Deleuze : vision de la tombe de Jim Morrison
- 2011 : Tu seras mon fils de Gilles Legrand, la première et la dernière scène du film se déroulent au crématorium.
- 2011 : Mystère au Moulin-Rouge, téléfilm de Stéphane Kappes.
- 2012 : Holy Motors de Leos Carax
- 2014 : Les Trois Frères : Le Retour de Pascal Légitimus, Didier Bourdon, Bernard Campan : l'introduction se déroule au crématorium.
- 2015 : L'Étudiante et Monsieur Henri d'Ivan Calbérac où la dernière scène, montrant Constance se rendant sur la tombe d'Henri, s'y déroule. Ironie du sort, c'est dans ce même cimetière que l'un des deux comédiens principaux du film, Claude Brasseur, sera inhumé à sa mort survenue cinq ans après.
- 2016 : Elle de Paul Verhoeven, la scène finale du film se déroule au columbarium du cimetière ; Michèle se rend devant les cases funéraires de ses parents.
- 2016 : Five de Igor Gotesman, l'enterrement de Madame Simone et le rendez-vous entre Maya et Sam qui se passe sur un banc du cimetière face aux tombes.
- 2018 : La Belle et la Belle de Sophie Fillières ; scène d'enterrement au début du film.
- 2018 : Les Animaux fantastiques : Les Crimes de Grindelwald, vision de différents caveaux même si aucun n'existe réellement. On peut y voir une plaque au nom de Le Prévost de Basserode[60]. Le film est censé s'y dérouler mais aucune scène n'a en réalité été tournée dans le cimetière.
- 2020 : ADN de Maïwenn, la cérémonie funèbre est tournée devant le crématorium-columbarium puis la dispute entre Neige et sa mère à l'entrée du cimetière.
- 2021 : France de Bruno Dumont ; dans la dernière partie, France se recueille sur la plaque funéraire de son mari et de son jeune fils au columbarium.
- 2021 : Vortex de Gaspar Noé ; la scène finale se déroule dans les sous-sols du columbarium.
- 2023 : The Walking Dead: Daryl Dixon ; au cours de son passage dans Paris, Daryl Dixon (Norman Reedus) passe par le cimetière et y découvre la tombe de Jim Morrison, chanteur du groupe The Doors.
- 2023 : Lupin (saison 3) par Georges Kay et François Uzan : un des épisodes est en partie tourné au cimetière du Père-Lachaise.
- 2024 : Paradis Paris de Marjane Satrapi : la scène d'introduction s'y déroule.
- 2024 : Sarah Bernhardt, la Divine de Guillaume Nicloux : durant la scène finale, Lucien Guitry se recueille devant la tombe de Sarah Bernhardt et le fantôme de cette dernière lui apparaît.
- 2025 : Le Secret de Khéops de Barbara Schultz ; les personnages incarnés par Fabrice Luchini et Julia Piaton se rendent sur la tombe de Dominique Vivant Denon pour enquêter.

### Dans la littérature

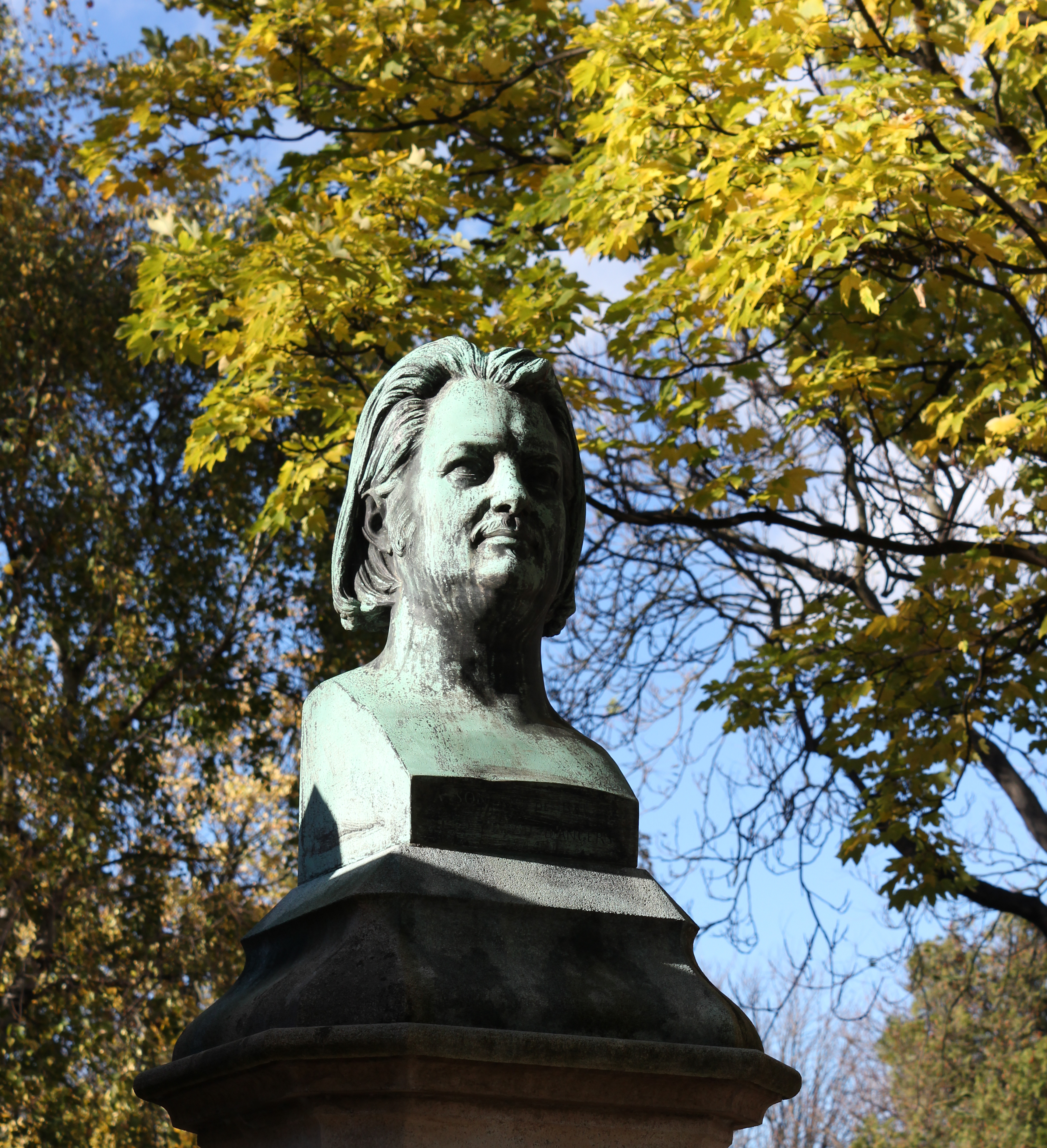
Buste funéraire de Balzac par David d'Angers.

- 1833 : Honoré de Balzac, Ferragus : description du cimetière.
- 1834 : Honoré de Balzac, Le Père Goriot : cimetière où le Père Goriot est enterré.
- 1844 : Alexandre Dumas, Le Comte de Monte-Cristo : nom du chapitre 105 du roman, lieu où se trouve le caveau de la famille Saint Méran et Villefort.
- 1862 : Victor Hugo, Les Misérables : cimetière où Jean Valjean est enterré.
- 1869 : Gustave Flaubert, L'Éducation sentimentale : description du cimetière.
- 1913 : Karl Hans Strobl, « Das Grabmal auf dem Père Lachaise » : nouvelle fantastique dont l'action se déroule au Père-Lachaise. Traductions françaises :
  - « Mon séjour au Père-Lachaise », traduction de Hugo Richter dans le recueil Le triomphe de la mécanique, Librairie des Champs-Élysées, coll. « Le Masque - Fantastique » (2e série) no 18, 1979  (ISBN 2-7024-0913-X).
  - « Le Mausolée du Père-Lachaise », traduction de Felicitas Spuhler dans l'anthologie de Jacques Finné Trois saigneurs de la nuit 2, Néo, coll. « Fantastique / Science-fiction / Aventures » no 184, 1986  (ISBN 2-7304-0414-7).
- 1955 : Antoine Blondin, L'Humeur vagabonde : un jeune provincial, perdu dans ce « labyrinthe », dialogue avec un gardien du cimetière.
- 1994 : Bernard Werber, Les Thanatonautes : le cimetière est le principal lieu de rendez-vous des deux protagonistes, Michael Pinson et Raoul Razorbak, au début de l'histoire.
- 2004 : Philippe Grimbert, Un secret : Cimetière où sont enterrés Caroline et Joseph, les grands-parents du narrateur, dans le carré juif.
- 2008 : Serguei Dounovetz, Les Gothiques du Père-Lachaise. 1.Paris : Syros jeunesse, coll. « Souris noire », 2008, 283 p.  (ISBN 978-2-7485-0696-9)
- 2010 : le cimetière est au centre d'une chasse au trésor dans la bande dessinée de Bruno Bertin, Vick et Vicky et l'héritage (Éd. P'tit Louis, 2010), avec en particulier les sépultures de Molière et Madame Sans-Gêne. À la fin de l'album, se trouve un supplément consacré à l'histoire du cimetière.
- 2011 : Duval & Pécau - Mr Fab, L'imagination au pouvoir ? : le cimetière où est enterré Jacques Chirac, après son assassinat en 1973.
- 2014 : Nathalie Rheims, Le Père-Lachaise, jardin des ombres.
- 2015 : Tony Baillargeat, Le Secret de Diana Danesti : c'est sous la chapelle du Prince Bibesco où repose notamment la comtesse Anna de Noailles que l'auteur fait exister tout un réseau de galeries souterraines menant à une crypte secrète où reposerait Vlad Tepes alias le Comte de Dracula.
- 2022 : Phébé Leroyer-Roussel, Le Bureau des Âmes - Livre I - La Dame en noir  (ISBN 2322406880)[61] : les faucheurs du Bureau effectuent des permanences régulières au cimetière du Père-Lachaise.

### Dans les jeux vidéo
- 2009 : The Saboteur, jeu vidéo de Pandemic Studios pour Electronic Art.
- 2015 : The Witcher 3: Wild Hunt, jeu vidéo de CD Projekt : dans l'extension Blood and Wine, le nom Mère-Lachaise est utilisé pour rendre hommage à ce cimetière. Cela s'ajoute ainsi aux nombreuses références à la culture française présentes dans ce jeu.
- 2015 : Gummy Drop!, jeu vidéo de Big Fish Games.

### Dans la musique
- 1966 : L'auteur-compositeur-interprète Pierre Perret l'évoque dans sa chanson à succès Les Jolies Colonies de vacances.
- 1970 : Serge Lama l'évoque dans sa chanson Édith, sur une musique de Maxime Le Forestier (album Une île).
- 1979 : dans l'album ...Caviar pour les autres, Jacques Higelin mentionne le Père-Lachaise dans le titre Trois tonnes de TNT.
- 1987 : le groupe Dead Can Dance utilise une photographie de la pleureuse qui orne la tombe de Raspail pour la pochette de son troisième album, Within the Realm of a Dying Sun.
- 1988 : Marillion mentionne le cimetière et la tombe de Jim Morisson dans le titre Beaujolais Day.
- 1997 : dans l'album Les Tentations, Passi évoque le Père-Lachaise dans sa chanson 79 à 97.
- 2010 : Père Lachaise, titre issu de l'album 90 BPM du rappeur Diomay.
- 2011 : Poids plume, titre issu de l'album En noir & blanc de Youssoupha pour Bomaye musik.
- 2016 : Bruxelles arrive, titre de Roméo Elvis.
- 2019 : Club des 27, titre de Jok'Air.
- 2023 : PETALES, titre de B.B. Jacques avec Oxmo Puccino

### Dans la peinture
- Paris, vu des hauteurs du Père Lachaise, peinture sur toile de Louise-Joséphine Sarazin de Belmont.